# 1911
| [ Edytuj tabelę ]                                                | |
| Król Polski (tytularny)                                          | - 1894 Mikołaj II Romanow 1917 |
| Król Afganistanu                                                 | - 1901 Habibullah Chan 1919 |
| Współksiążęta Andory                                             | - 1907 Joan Baptista Benlloch i Vivó 1919 - 1906 Armand Fallières 1913                                                                     |
| Prezydent Argentyny                                              | - 1910 Roque Sáenz Peña 1914 |
| Premier Australii                                                | - 1910 Andrew Fisher 1913 |
| Cesarz Austrii                                                   | - 1848 Franciszek Józef I 1916 |
| Król Bawarii                                                     | - 1886 Otto 1913 |
| Król Belgów                                                      | - 1909 Albert I 1934 |
| Premier Belgii                                                   | - 1908 Frans Schollaert 1911 - 1911 Charles de Broqueville 1918                                                                            |
| Król Bhutanu                                                     | - 1907 Ugyen Wangchuck 1926 |
| Prezydent Boliwii                                                | - 1909 Eliodoro Villazón 1913 |
| Prezydent Brazylii                                               | - 1910 Hermes Rodrigues da Fonseca 1914 |
| Sułtan Brunei                                                    | - 1906 Muhammad Jamalul Alam II 1924 |
| Car Bułgarii                                                     | - 1887 Ferdynand I Koburg 1918 |
| Premier Bułgarii                                                 | - 1908 Aleksandyr Malinow 1911 - 1911 Iwan Geszow 1913                                                                                     |
| Prezydent Chile                                                  | - 1910 Ramon Barros 1915 |
| Cesarz Chin                                                      | - 1908 Puyi (Xuantong) 1912 |
| Król Czarnogóry                                                  | - 1910 Mikołaj I Petrowić-Niegosz 1918 |
| Premier Czarnogóry                                               | - 1907 Lazar Tomanović 1912 |
| Król Czech                                                       | - 1848 Franciszek Józef I 1916 |
| Król Danii                                                       | - 1906 Fryderyk VIII 1912 |
| Premier Danii                                                    | - 1910 Klaus Berntsen 1913 |
| Dalajlama                                                        | - 1878 Thubten Gjaco 1933 |
| Prezydent Dominikany                                             | - 1906 Ramón Cáceres 1911 - 1911 rada państwa 1911 - 1911 Eladio Victoria 1912                                                             |
| Władca Egiptu                                                    | - 1892 Abbas II Hilmi 1914 |
| Premier Egiptu                                                   | - 1910 Muhammad Said Pasza 1914 |
| Prezydent Ekwadoru                                               | - 1906 Eloy Alfaro 1911 - 1911 Carlos Freile 1911 - 1911 Emilio Estrada 1911 - 1911 Carlos Freile 1912                                     |
| Cesarz Etiopii                                                   | - 1889 Menelik II 1913 |
| Premier Etiopii                                                  | - 1909 Habte Gijorgis 1927 |
| Prezydent Francji                                                | - 1906 Armand Fallières 1913 |
| Premier Francji                                                  | - 1909 Aristide Briand 1911 - 1911 Ernest Monis 1911 - 1911 Joseph Caillaux 1912                                                           |
| Król Grecji                                                      | - 1863 Jerzy I 1913 |
| Prezydent Gwatemali                                              | - 1898 Manuel Estrada Cabrera 1920 |
| Prezydent Haiti                                                  | - 1908 François C. Antoine Simon 1911 - 1911 Cincinnatus Leconte 1912                                                                      |
| Król Hiszpanii                                                   | - 1886 Alfons XIII 1931 |
| Premier Hiszpanii                                                | - 1910 José Canalejas 1912 |
| Król Holandii                                                    | - 1890 Wilhelmina 1948 |
| Premier Holandii                                                 | - 1908 Theo Heemskerk 1913 |
| Prezydent Hondurasu                                              | - 1907 Miguel R. Dávila 1911 - 1911 Francisco Bertrand (p.o.) 1912                                                                         |
| Szach Iranu                                                      | - 1909 Ahmad Szah 1925 |
| Premier Iranu                                                    | - 1910 Mostoufi ol-Mamalek 1911 - 1911 Hasan Wosugh 1911 - 1911 Mohammad Wali Chan Tonekaboni 1912                                         |
| Władca Indii                                                     | - 1910 Jerzy V 1936 |
| Król Irlandii                                                    | - 1910 Jerzy V 1936 |
| Cesarz Japonii                                                   | - 1867 Mutsuhito 1912 |
| Premier Japonii                                                  | - 1908 Tarō Katsura 1911 - 1911 Kinmochi Saionji 1912                                                                                      |
| Kalif                                                            | - 1909 Mehmed V 1918 |
| Premier Kanady                                                   | - 1896 Wilfrid Laurier 1911 - 1911 Robert Borden 1920                                                                                      |
| Emir Kataru                                                      | - 1878 Kasim ibn Muhammad Al Sani 1913 |
| Prezydent Kolumbii                                               | - 1910 Carlos Eugenio Restrepo 1914 |
| Patriarcha Konstantynopola                                       | - 1901 Joachim III 1912 |
| Gubernator Korei (okupacja japońska)                             | - 1910 Masatake Terauchi 1916 |
| Prezydent Kostaryki                                              | - 1910 Ricardo Jiménez Oreamuno 1914 |
| Prezydent Kuby                                                   | - 1909 José Miguel Gómez 1913 |
| Prezydent Liberii                                                | - 1904 Arthur Barclay 1912 |
| Książę Liechtensteinu                                            | - 1858 Jan II Dobry 1929 |
| Wielki książę Luksemburga                                        | - 1905 Wilhelm IV 1912 |
| Premier Luksemburga                                              | - 1888 Paul Eyschen 1915 |
| Sułtan Maroka                                                    | - 1908 Abd al-Hafiz 1913 |
| Prezydent Meksyku                                                | - 1884 Porfirio Díaz 1911 - 1911 Francisco León de la Barra 1911 - 1911 Francisco Madero 1913                                              |
| Książę Monako                                                    | - 1889 Albert I 1922 |
| Minister stanu Monako                                            | - 1911 Émile Flach 1917 |
| Chan Mongolii                                                    | - 1911 Bogda Chan 1924 |
| Król Nepalu                                                      | - 1881 Prithvi 1911 - 1911 Tribhuvan 1950                                                                                                  |
| Premier Nepalu                                                   | - 1901 Chandra Shumsher Jang Bahadur Rana 1929                                                                                             |
| Cesarz Niemiec                                                   | - 1888 Wilhelm II Hohenzollern 1918 |
| Kanclerz Niemiec                                                 | - 1909 Theobald von Bethmann Hollweg 1917                                                                                                  |
| Prezydent Nikaragui                                              | - 1910 Juan José Estrada 1911 - 1911 Adolfo Díaz 1917                                                                                      |
| Król Norwegii                                                    | - 1905 Haakon VII 1957 |
| Premier Norwegii                                                 | - 1910 Wollert Konow 1912 |
| Premier Nowej Zelandii                                           | - 1906 Joseph Ward 1912 |
| Sułtan Omanu                                                     | - 1888 Fajsal ibn Turki 1913 |
| Prezydent Panamy                                                 | - 1910 Pablo Arosemena Alba (p.o.) 1912 |
| Papież                                                           | - 1903 Pius X 1914 |
| Prezydent Paragwaju                                              | - 1910 Manuel Gondra 1911 - 1911 płk. Albino Jara 1911 - 1911 Liberato Marcial Rojas 1911                                                  |
| Prezydent Peru                                                   | - 1908 Augusto B. Leguía 1912 |
| Premier Południowej Afryki                                       | - 1910 Louis Botha 1919 |
| Prezydent Portugalii                                             | - 1910 Teófilo Braga 1911 - 1911 Manuel José de Arriaga 1915                                                                               |
| Premier Portugalii                                               | - 1910 Teófilo Braga 1911 - 1911 João Chagas 1911 - 1911 Augusto de Vasconcelos 1912                                                       |
| Król Prus                                                        | - 1888 Wilhelm II 1918 |
| Car Rosji                                                        | - 1894 Mikołaj II 1917 |
| Premier Rosji                                                    | - 1906 Piotr Stołypin 1911 - 1911 Władimir Kokowcow 1914                                                                                   |
| Król Rumunii                                                     | - 1881 Karol I 1914 |
| Premier Rumunii                                                  | - 1910 Petre P. Carp 1912 |
| Król Saksonii                                                    | - 1904 Fryderyk August III Wettyn 1918 |
| Prezydent Salwadoru                                              | - 1907 Fernando Figueroa 1911 - 1911 Manuel Enrique Araujo 1913                                                                            |
| Kapitanowie regenci San Marino                                   | - 1910 Giovanni Belluzzi Luigi Lonfernini 1911 - 1911 Moro Morri Cesare Stacchini 1911 - 1911 Onofrio Fattori Angelo Manzoni Borghesi 1912 |
| Sekretarz Stanu do spraw Politycznych i Zagranicznych San Marino | - 1908 Menetto Bonelli 1918 |
| Król Serbii                                                      | - 1903 Piotr Karadziordziewić 1918 |
| Prezydent Szwajcarii                                             | - 1911 Marc-Émile Ruchet 1911 |
| Król Szwecji                                                     | - 1907 Gustaw V 1950 |
| Premier Szwecji                                                  | - 1906 Arvid Lindman 1911 - 1911 Karl Staaff 1914                                                                                          |
| Król Tajlandii                                                   | - 1910 Vajiravudh 1925 |
| Król Tonga                                                       | - 1893 Jerzy Tupou II 1918 |
| Premier Tonga                                                    | - 1905 Sione Mateialona 1912 |
| Sułtan Turków                                                    | - 1909 Mehmed V 1918 |
| Prezydent Urugwaju                                               | - 1907 Claudio Wílliman 1911 |
| Prezydent USA                                                    | - 1909 William Taft 1913 |
| Prezydent Wenezueli                                              | - 1908 Juan Vicente Gómez 1913 |
| Król Węgier                                                      | - 1848 Franciszek Józef I 1916 |
| Premier Węgier                                                   | - 1910 Károly Khuen-Héderváry 1912 |
| Monarcha Wielkiej Brytanii                                       | - 1910 Jerzy V 1936 |
| Premier Wielkiej Brytanii                                        | - 1908 Herbert Henry Asquith 1916 |
| Król Włoch                                                       | - 1900 Wiktor Emanuel III 1946 |

Rok 1911 / MCMXI
stulecia: XIX wiek ~
XX wiek ~
XXI wiek

dziesięciolecia:
1880–1889 •
1890–1899 •
1900–1909 •
1910–1919
• 1920–1929
• 1930–1939
• 1940–1949

lata: 1901 «
1906 «
1907 «
1908 «
1909 «
1910 «
1911
» 1912
» 1913
» 1914
» 1915
» 1916
» 1921

## Wydarzenia w Polsce
- 1 stycznia – zlikwidowano pierwszą kolej obwodową w Krakowie. W jej miejsce powstały między innymi Aleje Trzech Wieszczów, a Most Dębnicki został przekształcony z mostu kolejowego na drogowy.
- 28 stycznia – w wyniku strajku studentów na UJ uczelnia została tymczasowo zamknięta.
- 12 lutego – otwarto linię tramwajową w Cieszynie. Funkcjonowała ona przez 10 lat do podziału miasta na część polską i czechosłowacką.
- 26 lutego – otwarto linię kolejową Kielce – Koniecpol – Częstochowa Stradom – Herby Ruskie łączącą sieci kolei rosyjskich i pruskich, a stanowiącą współcześnie część linii kolejowej nr 61[1]. Obecnie część tej trasy jest wykorzystywana jako tzw. Proteza koniecpolska, czyli alternatywne połączenie Warszawa – Wrocław przez Opole.
- 11 maja – z inicjatywy niewidomej hrabianki Róży Czackiej powstało Towarzystwo Opieki nad Ociemniałymi.
- 15 maja – w Poznaniu rozpoczęła się Wystawa Wschodnioniemiecka.
- 22 maja – we Lwowie powstały pierwsze 4 drużyny skautowe powołane m.in. przez Andrzeja Małkowskiego. Okres od września 1910 do maja 1911 uważa się za początek ruchu harcerskiego w Polsce.
- 27 maja – poświęcenie fundamentów Świątyni Miłosierdzia i Miłości w Płocku, przyszłej siedziby Kościoła Mariawitów.
- 29 maja – otwarto linię kolejową Muszyna – Krynica-Zdrój[1].
- 14 czerwca – rozpoczęto budowę Domu Sierot w Warszawie.
- 19 czerwca – podczas wyborów do Rady Państwa w Drohobyczu doszło do zamieszek, w których zginęło 26 osób (w tym 13 na miejscu), a kilkadziesiąt zostało rannych.
- 17 czerwca – na lotnisku mokotowskim w Warszawie, odbyło się uroczyste otwarcie wytwórni samolotów oraz szkoły pilotów Towarzystwa Awiata.
- 25 czerwca:
  - we Lwowie został założony Związek Polski Piłki Nożnej.
  - otwarto Teatr Leśny w Sopocie.
- 26 lipca – premiera filmu Antek Klawisz, bohater Powiśla.
- 16 sierpnia – car Mikołaj II Romanow zatwierdził zarządzenie o likwidacji Twierdzy Warszawa, co pozwoliło 9 września na uchylenie zakazu budowy na fortecznych esplanadach i rozbudowę miasta.
- 26 sierpnia – premiera filmu Dzieje grzechu.
- 9 września – zniesienie ograniczeń budowlanych na esplanadach fortecznych w zlikwidowanej 16 sierpnia carskiej Twierdzy Warszawa, początek rozbudowy miasta.
- 25 września:
  - pilot Michał Scipio del Campo dokonał oblotu pierwszego samolotu polskiej konstrukcji Zbierański i Cywiński.
  - otwarto linię tramwajową w Tarnowie.
- 1 października – we Lwowie, Tadeusz Garczyński (Pogoń Lwów) ustanowił rekord Galicji w biegu na 100 m wynikiem 11,1 s.
- 15 października – ukazał się pierwszy numer czasopisma Skaut.
- 12 listopada – w Warszawie odsłonięto pomnik Michaiła Skobielewa.
- 19 listopada – powstał klub sportowy Polonia Warszawa.
- 13 grudnia – odbyła się premiera filmu Sąd Boży.

- Kraków – pierwszy zjazd miłośników ojczystych zabytków, na którym sformułowano nowoczesne poglądy konserwatorskie.
- 21 grudnia – otwarto pierwszą linię tramwajową w Koszalinie.
- Na terenie obecnego Świnoujścia zakończono budowę kanału Mielińskiego, spowodowało to utworzenie wyspy Mielin.
- Jan Mrzygłodzki (Czarni Lwów) ustanowił rekord Galicji w biegu na 10 000 m wynikiem 35:33,4 s.

## Wydarzenia na świecie
- 1 stycznia:
  - Terytorium Północne zostało politycznie oddzielone od Australii Południowej i przeszło pod kontrolę władz federalnych.
  - w szwajcarskiej Crans-Montana odbył się pierwszy w historii alpejski bieg zjazdowy (na starcie stanęło 10 zawodników).
- 3 stycznia:
  - w londyńskiej dzielnicy East End doszło do strzelaniny między Metropolitalną Policją i Gwardią Szkocką a kryminalnym gangiem łotewskich anarchistów.
  - trzęsienie ziemi o sile 7,7 stopnia w skali Richtera zniszczyło Ałmaty w dzisiejszym Kazachstanie; zginęły 452 osoby, a 740 zostało rannych.
- 4 stycznia – Maria Skłodowska-Curie zgłosiła swoją kandydaturę do Akademii Francuskiej.
- 10 stycznia – major H.A. „Jimmie” Erickson z San Diego w Kalifornii, jako pierwszy wykonał zdjęcia swego miasta z „lotu ptaka” (aerofotografia).
- 18 stycznia – Eugene Ely, amerykański pilot, wylądował na pokładzie okrętu krążownika pancernego USS Pennsylvania stacjonującego w porcie San Francisco. Było to pierwsze na świecie lądowanie samolotu na pokładzie jednostki pływającej. Następnie wystartował z pokładu okrętu i bezpiecznie wylądował na lądzie.
- 21 stycznia:
  - odbył się pierwszy Rajd Monte Carlo (Rallye Automobile Monte Carlo).
  - oddano do użytku reprezentacyjny biurowiec Metrópolis w Madrycie.
- 22 stycznia – otwarto Stadion Luigiego Ferrarisa w Genui.
- 23 stycznia – fizyk, lekarz i wynalazca Édouard Branly został wybrany na członka Akademii Francuskiej, pokonując w głosowaniu Marię Skłodowską-Curie.
- 26 stycznia:
  - Amerykanin Glenn H. Curtiss odbył pierwszy w historii lot na hydroplanie własnej konstrukcji.
  - w Dreźnie odbyła się premiera opery Kawaler srebrnej róży z muzyką Richarda Straussa.
- 30 stycznia – niszczyciel USS Terry dokonał pierwszej operacji ratunkowej samolotu rozbitego w morzu, uratował życie Jamesa McCurdy – 18,5 km od wybrzeża Kuby na wysokości Hawany.
- 3 lutego – została przyjęta flaga stanowa Kalifornii.
- 13 lutego – założono chorwacki klub piłkarski Hajduk Split.
- 18 lutego:
  - po raz pierwszy samolot oficjalnie został użyty do przewozu przesyłek pocztowych (Poczta Lotnicza). Stało się to w Indiach, kiedy pilot Henri Pequet przewiózł 6,5 tys. listów na dystansie 13 km z miejscowości Allahabad do Naini.
  - w wyniku osuwiska wywołanego trzęsieniem ziemi w Tadżykistanie zaczęło się formować Jezioro Sareskie.
- 21 lutego – USA i Japonia podpisały w Waszyngtonie traktat o handlu i nawigacji.
- 28 lutego – sformowano Batalion Powietrzny Inżynierii Królewskiej, który obejmował 1.kompanię aerostatów (sterowce i balony obserwacyjne) stacjonującą w Farnborough i 2.kompanię samolotów na lotnisku w Larkhill (Wielka Brytania).
- 1 marca – José Batlle y Ordóñez został wybrany prezydentem Urugwaju.
- 2 marca – Ernest Monis został premierem Francji.
- 8 marca – po raz pierwszy obchodzono Dzień Kobiet.
- 12 marca – założono klub piłkarski Austria Wiedeń.
- 16 marca:
  - Las Vegas uzyskało prawa miejskie.
  - założono klub piłkarski Vasas SC.
- 19 marca – niemiecki astronom Max Wolf odkrył planetoidę (712) Boliviana.
- 22 marca – założono Uniwersytet Lizboński.
- 23 marca – w londyńskiej Royal Albert Hall po raz pierwszy wykonano The March of the Women, skomponowany przez Ethel Smyth hymn ruchu brytyjskich sufrażystek.
- 24 marca – w Danii została zniesiona kara śmierci i kara chłosty.
- 25 marca – w pożarze szwalni (Triangle Shirtwaist Factory) w Nowym Jorku zginęło 146 osób, a 71 zostało rannych. Była to największa katastrofa przemysłowa w tym mieście.
- 29 marca:
  - Iwan Geszow został premierem Bułgarii.
  - Armia Stanów Zjednoczonych formalnie przyjęła pistolet Colt M1911 jako standard krótkiej ręcznej broni palnej. Dało to pistoletowi oznaczenie numerowe (M1911).
- 30 marca – Giovanni Giolitti został czwarty raz premierem Włoch.
- 2 kwietnia – w Australii przeprowadzono pierwszy spis powszechny.
- 6 kwietnia – przywódca powstania albańskiego przeciw Imperium Osmańskiemu, Dedë Gjon Luli Dedvukaj, wywiesił flagę Albanii w miejscowości Tuzi w Czarnogórze pierwszy raz od czasu Skanderbega.
- 8 kwietnia:
  - holenderski fizyk Heike Kamerlingh-Onnes odkrył zjawisko nadprzewodnictwa.
  - w wyniku eksplozji w kopalni węgla kamiennego w Littleton w amerykańskim stanie Alabama zginęło 128 górników.
- 11 kwietnia – w austro-węgierskim Wiener Neustadt otwarto pierwszą szkołę lotniczą dla oficerów – kandydatów na pilotów i obserwatorów (absolwenci mieli stanowić przyszłą kadrę dowódczą cesarsko-królewskiego lotnictwa).
- 13 kwietnia – rewolucja meksykańska: rebelianci zajęli miejscowość Agua Prieta w stanie Sonora, w pobliżu granicy USA. Wojska rządowe zajęły tę miejscowość ponownie 17 kwietnia, kiedy przywódca rebeliantów Czerwony Lopez był pijany.
- 17 kwietnia – Palm Beach na Florydzie otrzymało prawa miejskie.
- 19 kwietnia – rewolucja meksykańska: oddziały rewolucyjne Francisca Madero obległy miasto Ciudad Juárez; broniący miasta generał Juan J. Navarro odmówił poddania się.
- 20 kwietnia – portugalski parlament uchwalił rozdział kościoła od państwa.
- 30 kwietnia – iskry z palącego się stogu siana spowodowały wielki pożar, który zniszczył większość budynków śródmieścia miasta Bangor w stanie Maine.
- 3 maja – w Gatczynie (Rosja) zorganizowano pierwszy kurs pilotażu dla oficerów armii carskiej (do końca roku przeszkolono 10 pilotów i 6 obserwatorów).
- 4 maja – Wilhelm Filchner wypłynął z Bremerhaven na statku „Deutschland” w wyprawę na Antarktydę.
- 7 maja – Ernest Rutherford opublikował swój model atomu[potrzebny przypis].
- 8 maja – rewolucja meksykańska: Pancho Villa zaatakował oddziały rządowe stacjonujące w mieście Ciudad Juárez bez pozwolenia Francisca Madero. Oddziały rządowe poddały się 10 maja.
- 9 maja:
  - Adolfo Díaz został prezydentem Nikaragui.
  - założono klub piłkarski NK Olimpija Lublana.
- 11 maja:
  - wystawa futurystów w Mediolanie.
  - powstał klub piłkarski Valur Reykjavík.
- 15 maja – Sąd Najwyższy Stanów Zjednoczonych uznał międzynarodową korporację kierowaną przez Johna D. Rockefellera, Standard Oil, za „nieracjonalny” monopol. Sąd nakazał, zgodnie z „Sherman Antitrust Act” – ustawą antymonopolową, podział korporacji.
- 17 maja – rewolucja meksykańska: Porfirio Diaz został przekonany do zrezygnowania z prezydentury, jednak nie uczynił tego oficjalnie.
- 19 maja – rewolucja meksykańska: zwycięstwo chłopskiej partyzantki Emiliana Zapaty nad wojskiem federalnym w bitwie o Cuautla.
- 21 maja – rewolucja meksykańska: podpisano układ pokojowy pomiędzy rebeliantami z Madero a rządowymi oddziałami w Ciudad Juárez.
- 22 maja:
  - w Belgradzie założono organizację konspiracyjną Czarna Ręka.
  - w Paryżu powstała Międzynarodowa Federacja Kynologiczna.
- 23 maja – została uroczyście otwarta Nowojorska Biblioteka Publiczna (ang. New York Public Library).
- 24 maja – rewolucja meksykańska: oddziały rządowe ostrzelały demonstracje przeciw Porfirio Diazowi w stolicy Meksyk – około 200 osób zostało zabitych. Oficjalnie strona rządowa twierdziła, że tylko 40 osób poniosło śmierć.
- 25 maja – rewolucja meksykańska: Porfirio Díaz podpisał rezygnację z prezydentury i udał się do Veracruz. 31 maja opuścił Meksyk i udał się na wygnanie do Francji.
- 26 maja – powstała Brytyjska Partia Socjalistyczna.
- 30 maja:
  - odbył się pierwszy wyścig Indianapolis 500. Zwycięzcą został Ray Harroun, jadący samochodem marki Marmon.
  - w Nowym Jorku Amerykanin Daniel Ahearn ustanowił rekord świata w trójskoku wynikiem 15,52 m.
- 31 maja – w Belfaście, w stoczni Harland and Wolff zwodowano „Titanica”.
- 7 czerwca – rewolucja meksykańska: Francisco Madero przybył do stolicy Meksyku tuż po lokalnym trzęsieniu ziemi.
- 13 czerwca – w Paryżu odbyła się premiera baletu Pietruszka Igora Strawinskiego.
- 14 czerwca:
  - w Zjednoczonym Królestwie Wielkiej Brytanii i Irlandii rozpoczął się strajk marynarzy.
  - RMS „Olympic” wyruszył w dziewiczy rejs.
- 15 czerwca – w Nowym Jorku zarejestrowano firmę Computing Tabulating Recording, późniejszy IBM.
- 16 czerwca:
  - założono amerykański koncern informatyczny IBM.
  - ważący 772 g kamienny meteoryt uderzył w ziemię w hrabstwie Columbia w stanie Wisconsin w pobliżu wioski Kilbourn, spowodował zniszczenie stodoły.
- 17 czerwca:
  - założono Uniwersytet Islandzki w Reykjavíku.
  - Charles de Broqueville został premierem Belgii.
- 22 czerwca – Jerzy V i Maria Teck zostali koronowani w Opactwie Westminsterskim w Londynie.
- 27 czerwca – Joseph Caillaux został premierem Francji.
- 28 czerwca:
  - Paul Gautsch von Frankenthurn został po raz trzeci premierem Cesarstwa Austrii.
  - meteoryt pochodzenia marsjańskiego, później zwanym „Meteorytem z Nakhla”, uderzył w ziemię w okolicy Aleksandrii w Egipcie, rzekomo zabijając psa.
- 1 lipca:
  - pojawienie się niemieckiego okrętu SMS Panther w marokańskim porcie Agadir wzmogło napięcie międzynarodowe przed I wojną światową (drugi kryzys marokański).
  - amerykański biochemik polskiego pochodzenia Kazimierz Funk użył po raz pierwszy określenia „witamina”
- 6 lipca – por. T.G. Ellyson otrzymał pierwszą odznakę pilota sił morskich (ang. Naval Aviator) po przeszkoleniu w ośrodku przyfabrycznym przedsiębiorstwa Curtiss w kalifornijskim San Diego (data ta jest uważana za dzień powstania amerykańskiego lotnictwa sił morskich).
- 14 lipca – RMS Olympic, bliźniaczy statek Titanica, rozpoczął dziewiczy rejs.
- 24 lipca – Hiram Bingham odkrył osady Inków w Machu Piccu.
- 8 sierpnia – Kongres Stanów Zjednoczonych uchwalił prawo (Public Law 62-5) określające liczbę członków Izby Reprezentantów na 435 osób. Prawo weszło w życie w 1913.
- 9 sierpnia – w miejscowości Raunds w hrabstwie Northamptonshire odnotowano rekordową temperaturę 36,7 °C (98 °F). Była to najwyższa temperatura zmierzona w Wielkiej Brytanii do roku 1990.
- 10 sierpnia – po raz pierwszy brytyjscy członkowie parlamentu głosowali za przyznaniem sobie płacy.
- 22 sierpnia – w Luwrze odkryto kradzież obrazu Mona Lisa, później złodziej Vincenzo Peruggia został schwytany. W 1913 r. obraz wrócił na swe miejsce.
- 7 września – francuski poeta Guillaume Apollinaire został aresztowany. Policja podejrzewała go o kradzież obrazu Mona Lisa z muzeum w Luwrze. Później poeta został zwolniony.
- 14 września – premier Rosji Piotr Stołypin został śmiertelnie postrzelony w kijowskiej operze przez eserowca Dmitrija Bogrowa; w wyniku odniesionych obrażeń zmarł 18 września.
- 20 września – liniowiec RMS Olympic, jeden z trzech statków typu Olympic, do którego – oprócz jego samego – należał najsłynniejszy parowiec świata Titanic oraz Britannic, zderzył się z krążownikiem Royal Navy HMS Hawke w pobliżu portu Southampton.
- 25 września – francuski okręt Liberté eksplodował w porcie wojennym w Tulonie. Zginęły 204 osoby, 185 zostało rannych.
- 28 września – pod pretekstem naruszenia włoskich interesów w tureckiej Trypolitanii i Cyrenajce Włochy przedstawiły Turcji ultimatum.
- 29 września:
  - Włochy wypowiedziały wojnę Turcji.
  - została odkryta kometa Bielawskiego.
- 30 września – 78 osób zginęło po przerwaniu zapory wodnej w Austin w stanie Pensylwania.
- Październik – pierwsza konferencja fizyków w Międzynarodowym Instytucie Fizyki i Chemii Solvay w Brukseli. Przewodniczył jej fizyk holenderski Hendrik Antoon Lorentz, najmłodszym uczestnikiem konferencji był Albert Einstein. W konferencji uczestniczyła również Maria Skłodowska-Curie.
- 10 października:
  - w Chinach wybuchła rewolucja Xinhai.
  - Robert Laird Borden został ósmym z rzędu premierem Kanady.
- 16 października – rewolucja meksykańska: Felix Diaz, bratanek Porfirio Diaza, zajął port Veracruz. Było to przejawem rebelii przeciw prezydentowi Francisco Madero.
- 18 października – rewolucja w Chinach pod przewodnictwem Sun Jat-sena obaliła ostatniego cesarza Chin z dynastii Qing Puyi (cesarz Puyi oficjalnie abdykował 12 lutego 1912 roku).
- 24 października:
  - Winston Churchill objął urząd Pierwszego Lorda Admiralicji.
  - Orville Wright w Karolinie Północnej ustanowił rekord długości czas przebywania w powietrzu wykorzystując szybowiec. Rekord ten wyniósł 9.45,0 s. i utrzymał się przez następne 10 lat.
- 29 października – reprezentacja Luksemburga w piłce nożnej rozegrała pierwszy oficjalny mecz, przegrywając z Francją 1:4.
- 1 listopada – pierwsze rzekome użycie samolotów w celach militarnych; dokonali tego Włosi podczas działań bojowych przeciw Turkom w Trypolitanii (inne źródła podają datę 5 marca 1912 jako samolotów rozpoznawczych i 16 października 1912 – pierwsze bombardowanie przez pilotów bułgarskich).
- 3 listopada – samochód Chevrolet oficjalnie wszedł do sprzedaży, by konkurować z produkowanym przez Forda modelem T.
- 4 listopada:
  - paryski dziennik Le Journal opublikował artykuł o romansie Marii Skłodowskiej-Curie i fizyka Paula Langevina, co wywołało nagonkę na M. Skłodowską, oskarżaną o „rozbijanie zdrowej francuskiej rodziny”.
  - podpisano porozumienie francusko-niemieckie, w którym strona niemiecka zrezygnowała z pretensji do Maroka, w zamian za powierzchnię 275 tys. km² w Kongu oraz działalność firm niemieckich w Maroku na równych prawach z francuskimi.
  - w Danii zwodowano pierwszy statek oceaniczny z silnikiem Diesla o nazwie „Selandia”.
- 5 listopada – wojna włosko-turecka: armia włoska zajęła Trypolis i Cyrenajkę. Parlament włoski potwierdził aneksję byłych ziem Imperium Osmańskiego w dniu 25 lutego 1912.
- 6 listopada – Francisco Madero został prezydentem Meksyku.
- 9 listopada – zwodowano największy żaglowiec w historii „France II”.
- 11 listopada:
  - Rosja zajęła północną Persję.
  - wielki pożar wybuchł w mieście Visoko w Bośni i Hercegowinie, 450 budynków spłonęło.
  - anomalia pogodowa we wschodnich stanach środkowo-północnych (ang. Midwest) w USA; w wielu miejscowościach w tym samym dniu odnotowano rekordowe wysokie temperatury powietrza i rekordowe niskie temperatury.
- 15 listopada – książę Louis Honoré Charles Antoine de Grimaldi, późniejszy władca Księstwa Monako jako Ludwik II Grimaldi, oficjalnie uznał swoją nieślubną córkę Charlotte Louvet jako spadkobierczynię tronu.
- 16 listopada:
  - trzęsienie ziemi w Szwabii w południowych Niemczech.
  - w Colombes, Francuz Jean Bouin ustanowił rekord świata w biegu na 10 000 m wynikiem 30.58,8 s.
- 22 listopada – wojna włosko-turecka: zwycięstwo Turków w bitwie o Tobruk.
- 23 listopada – w tygodniku L’Oeuvre opublikowano listy miłosne Marii Skłodowskiej-Curie i Paul Langevina.
- 24 listopada – w Wiedniu odbyła się premiera operetki Ewa z muzyką Ferenca Lehára.
- 30 listopada – prezydent Meksyku Francisco Madero jako pierwsza głowa państwa na świecie odbył lot samolotem.
- 9 grudnia – Khalifa ibn-Kharub został sułtanem Zanzibaru.
- 11 grudnia:
  - w mieście Nowe Delhi Jerzy V i Maria Teck zostali koronowani na cesarza i cesarzową Indii.
  - Maria Skłodowska-Curie otrzymała Nagrodę Nobla z dziedziny chemii. Pierwszy raz otrzymała tę nagrodę wraz z mężem Pierre’em Curie i Henrim Becquerelem za pracę w dziedzinie fizyki w 1903.
- 12 grudnia – stolica Indii została przeniesiona z Kalkuty do Nowego Delhi (ang. New Delhi).
- 14 grudnia – Roald Amundsen zdobył biegun południowy.
- 18 grudnia – w Moderne Galerie Heinrich Thannhauser w Monachium otwarto pierwszą wystawę grupy artystów-ekspresjonistów, znanej pod nazwą Błękitny Jeździec.
- 21 grudnia – anarchistyczny gang (Bonnot gang), operujący na terenie Francji i Belgii w latach 1911–1912, dokonał swego pierwszego rabunku.
- 23 grudnia – Konstanty Stanisławski i Edward Gordon Craig przedstawieniem Hamleta otwarli Moskiewski Teatr Sztuki.
- 24 grudnia – otwarto szybką linię kolejową (ang. Lackawanna Cutoff) o długości 45,8 km (28,45 mili), łączącą Port Morris w stanie New Jersey i Slateford w stanie Pensylwania.
- 27 grudnia – po raz pierwszy wykonano pieśń Jana Gana Mana skomponowaną przez Rabindranatha Tagore’a, której pierwsza zwrotka w 1950 roku została ustanowiona hymnem Indii.
- 29 grudnia:
  - Sun Jat-sen został pierwszym prezydentem Republiki Chińskiej.
  - Mongolia uzyskała niepodległość (od Mandżurii).

- Skonstruowano pierwszą maszynę do pisania w języku urdu.
- W Kanadzie powstała pierwsza na świecie agencja rządowa (ang. Parks Canada) zajmująca się parkami narodowymi.
- Opublikowano najsłynniejsze, jedenaste wydanie (1910–1911) Encyklopedii Britannica (ang. Encyclopædia Britannica Eleventh Edition).
- Ernest Rutherford wydedukował istnienie cząstek elementarnych jądra atomowego na podstawie eksperymentów z pierwiastkami radioaktywnymi.
- Heike Kamerlingh Onnes odkrył zjawisko nadprzewodnictwa.
- Powołano 2 parlamenty krajowe (Landstingi), jeden dla północnej Grenlandii i jeden dla południowej (połączone w 1951).

## Urodzili się
- 1 stycznia:
  - Basil Dearden(inne języki), brytyjski reżyser filmowy (zm. 1971)
  - Eduard Prchal, czeski pilot wojskowy (zm. 1984)
  - Roman Totenberg, polski skrzypek, pedagog pochodzenia żydowskiego (zm. 2012)
- 2 stycznia:
  - Witold Niewiadomski, polski profesor nauk rolniczych (zm. 2005)
  - Andrzej Pomian, polski pisarz, historyk (zm. 2008)
  - Pawieł Ryczagow, radziecki generał-lejtnant pilot, as myśliwski (zm. 1941)
- 3 stycznia – Bohdan Urbanowicz, polski malarz, architekt, pedagog (zm. 1994)
- 4 stycznia:
  - Roman Breitenwald, polski malarz, pedagog (zm. 1985)
  - Wanda Chylicka, polska pisarka (zm. 1996)
- 5 stycznia:
  - Jean-Pierre Aumont(inne języki), francuski aktor (zm. 2001)
  - Friedl Däuber, niemiecki narciarz alpejski (zm. 1997)
  - Zygmunt Rysiewicz, polski językoznawca, indolog (zm. 1954)
- 6 stycznia:
  - Friedrich Hendrix, niemiecki lekkoatleta, sprinter (zm. 1941)
  - Nikołaj Kriuczkow, rosyjski aktor (zm. 1994)
  - Kazimierz Rudzki, polski aktor, reżyser teatralny (zm. 1976)
  - Jan Wasiewicz, polski piłkarz (zm. 1976)
- 7 stycznia:
  - René Bougnol, francuski szermierz (zm. 1956)
  - Butterfly McQueen, amerykańska aktorka (zm. 1995)
- 8 stycznia – Maryla Freiwald, polska lekkoatletka (zm. 1962)
- 9 stycznia:
  - Gunnar Bärlund, fiński bokser (zm. 1982)
  - Dick Haynes, amerykański aktor (zm. 1980)
  - Euzebiusz Luberadzki, polski aktor (zm. 1977)
- 10 stycznia:
  - Kazimierz Guzik, polski geolog, specjalista w zakresie kartografii geologicznej i tektoniki (zm. 1970)
  - Wasilij Zajcew, radziecki pułkownik pilot, as myśliwski (zm. 1961)
- 11 stycznia:
  - George Benson(inne języki), brytyjski aktor (zm. 1983)
  - Eduardo Frei Montalva, chilijski polityk, prezydent Chile (zm. 1982)
  - Zenkō Suzuki, japoński polityk, premier Japonii (zm. 2004)
  - Jerzy Zarzycki, polski reżyser i scenarzysta filmowy (zm. 1971)
- 12 stycznia – Bolesław Piekarski, litewski dyrygent, pedagog pochodzenia polskiego (zm. 1971)
- 13 stycznia:
  - Guido del Mestri, włoski kardynał, nuncjusz apostolski (zm. 1993)
  - Józef Murlewski, polski rzeźbiarz (zm. 2003)
- 14 stycznia:
  - József Moravetz, rumuński piłkarz pochodzenia węgierskiego (zm. 1990)
  - Anatolij Rybakow, rosyjski pisarz (zm. 1998)
- 15 stycznia:
  - Willi Billmann, niemiecki piłkarz (zm. 2001)
  - Gösta Bohman, szwedzki prawnik, polityk (zm. 1997)
  - Kazimierz Budzyk, polski historyk i teoretyk literatury, profesor Uniwersytetu Warszawskiego (zm. 1964)
- 16 stycznia:
  - Roger Lapébie, francuski kolarz szosowy (zm. 1996)
  - Włodzimierz Lechowicz, polski polityk, minister aprowizacji i handlu (zm. 1986)
  - Antoni Majak, polski śpiewak operowy (bas), reżyser teatralny, pedagog muzyczny (zm. 1994)
  - Franciszek Nogalski, polski duchowny katolicki, Sługa Boży (zm. 1939)
- 17 stycznia:
  - Philibert Smellinckx, belgijski piłkarz (zm. 1977)
  - George Stigler, amerykański ekonomista, laureat Nagrody Banku Szwecji im. Alfreda Nobla w dziedzinie ekonomii (zm. 1991)
  - Jerzy Sztachelski, polski polityk, minister zdrowia i opieki społecznej (zm. 1975)
- 18 stycznia:
  - José María Arguedas, peruwiański pisarz (zm. 1969)
  - Holger Johansson, szwedzki piłkarz (zm. 1992)
  - Danny Kaye, amerykański aktor, piosenkarz pochodzenia żydowskiego (zm. 1987)
  - Franciszek Kupidłowski, polski porucznik obserwator (zm. 1939)
- 19 stycznia:
  - Hayden C. Covington, amerykański radca prawny Towarzystwa Strażnica Świadków Jehowy (zm. 1978)
  - Eugeniusz Oksanicz, kapitan Wojska Polskiego, kawaler Orderu Virtuti Militari (zm. 1945)
  - Nicolau Tuma, brazylijski dziennikarz sportowy, polityk (zm. 2006)
- 20 stycznia:
  - Alfredo Foni, włoski piłkarz, trener (zm. 1985)
  - Eddie Schroeder, amerykański łyżwiarz szybki (zm. 2005)
- 22 stycznia:
  - Mary Hayley Bell, brytyjska pisarka, aktorka (zm. 2005)
  - Bruno Kreisky, austriacki polityk, kanclerz Austrii (zm. 1990)
- 23 stycznia:
  - Tola Korian, polska aktorka, pieśniarka (zm. 1983)
  - Rudolf Kotormány, rumuński piłkarz, trener pochodzenia węgierskiego (zm. 1983)
- 24 stycznia:
  - Gyula Lázár, węgierski piłkarz, trener (zm. 1983)
  - C.L. Moore, amerykańska pisarka science fiction i fantasy (zm. 1987)
- 25 stycznia:
  - Alexandru Bârlădeanu, rumuński polityk komunistyczny (zm. 1997)
  - Carlo Bo, włoski poeta, krytyk literacki, wykładowca akademicki (zm. 2001)
  - Hugo Kraas, niemiecki SS-Brigadeführer (zm. 1980)
  - Kurt Maetzig, niemiecki reżyser (zm. 2012)
- 26 stycznia:
  - Max Gluckman, brytyjski antropolog społeczny pochodzenia żydowskiego (zm. 1975)
  - Polykarp Kusch, amerykański fizyk pochodzenia niemieckiego, laureat Nagrody Nobla (zm. 1993)
  - Myrosław Onyszkewycz, ukraiński pułkownik UPA (zm. 1950)
  - Norbert Schultze, niemiecki kompozytor (zm. 2002)
- 27 stycznia:
  - Symcha Flapan, izraelski dziennikarz, historyk, pisarz, polityk (zm. 1987)
  - Franc Taurin, rosyjski pisarz (zm. 1995)
- 28 stycznia:
  - Leon Grosfeld, polski historyk, działacz komunistyczny (zm. 1987)
  - Robert Schatten, amerykański matematyk pochodzenia polskiego (zm. 1977)
- 29 stycznia – Bronisław Gimpel, polsko-amerykański skrzypek, pedagog pochodzenia żydowskiego (zm. 1979)
- 30 stycznia:
  - René Duverger, francuski sztangista (zm. 1983)
  - Roy Eldridge, amerykański muzyk jazzowy (zm. 1989)
  - Paris Pişmiş, ormiańska astronom (zm. 1999)
- 31 stycznia:
  - Anna Komołowa, rosyjska aktorka (zm. 2001)
  - Władysław Mazurkiewicz, seryjny morderca, zwany „eleganckim mordercą” (zm. 1957)
  - Baba Wanga, bułgarska mistyczka (zm. 1996)
- 1 lutego:
  - Aagot Christie Løken, norweska neuropatolog (zm. 2007)
  - Michael Murach, niemiecki bokser (zm. 1941)
- 2 lutego:
  - Maria Bilińska-Riegerowa, polska pianistka, pedagog (zm. 1969)
  - Richard O’Kane, amerykański kontradmirał (zm. 1994)
- 3 lutego – Jehan Alain, francuski kompozytor (zm. 1940)
- 4 lutego:
  - Art Mooney, amerykański piosenkarz (zm. 1993)
  - Francisco Rúa, argentyński piłkarz (zm. 1993)
- 5 lutego:
  - Jussi Björling, szwedzki śpiewak operowy (tenor) (zm. 1960)
  - Bohdan Bocianowski, polski grafik, rysownik, karykaturzysta (zm. 1983)
- 6 lutego:
  - José Pamplona, meksykański koszykarz (zm. ?)
  - Ronald Reagan, amerykański aktor, polityk, gubernator Kalifornii i prezydent USA w latach 1981–1989 (zm. 2004)
- 7 lutego:
  - Adam Knioła, polski piłkarz (zm. 1942)
  - Rudolf Raftl, austriacki i niemiecki piłkarz, bramkarz (zm. 1994)
- 8 lutego:
  - Lelia Abramo, brazylijska aktorka (zm. 2004)
  - Elizabeth Bishop, amerykańska poetka, pisarka, tłumaczka (zm. 1979)
  - Zygmunt Zeydler-Zborowski, polski pisarz (zm. 2000)
- 9 lutego:
  - Matthias Kaburek, austriacki piłkarz, trener (zm. 1976)
  - Gypsy Rose Lee, amerykańska aktorka (zm. 1970)
- 11 lutego:
  - Edward Rączkowski, polski aktor (zm. 1990)
  - Carl Seyfert, amerykański astronom (zm. 1960)
- 12 lutego:
  - Elizabeth B. Andrews, amerykańska polityk (zm. 2002)
  - Julian Czerwiakowski, polski podporucznik, oficer NSZ, działacz NIE i WiN (zm. 1953)
  - Antonio Guzmán Fernández, dominikański przedsiębiorca, polityk, prezydent Dominikany (zm. 1982)
  - Hans Habe, austriacki pisarz, dziennikarz, wojskowy (zm. 1977)
  - Charles Mathiesen, norweski łyżwiarz szybki (zm. 1994)
  - Cearbhall Ó Dálaigh, irlandzki polityk, prezydent Irlandii (zm. 1978)
  - Jan Palak, polski sierżant pilot (zm. 1987)
  - Hermine Schröder, niemiecka lekkoatletka, kulomiotka (zm. 1978)
  - Wanda Szajowska, polska pianistka i superstulatka, najstarsza Polka (zm. 2022)
- 13 lutego:
  - János Dudás, węgierski piłkarz (zm. 1979)
  - Faiz Ahmad Faiz, urdyjski poeta (zm. 1984)
  - Jean Muir, amerykańska aktorka (zm. 1996)
  - Wincenty Urban, polski duchowny katolicki, biskup pomocniczy gnieźnieński i wrocławski (zm. 1983)
- 14 lutego:
  - Rostysław Babijczuk, ukraiński polityk komunistyczny (zm. 2013)
  - Maurice Gatsonides, holenderski kierowca rajdowy, wynalazca (zm. 1998)
  - Willem Johan Kolff, holenderski lekarz, wynalazca (zm. 2009)
  - Zalman Suzajew, izraelski przedsiębiorca, działacz społeczny, polityk (zm. 1981)
  - Antoni Sym, polski podporucznik rezerwy pilot (zm. 1941)
- 16 lutego:
  - Józef Duda, polski botanik, mikrobiolog (zm. 1959)
  - Władimir Siemionow, radziecki polityk, dyplomata (zm. 1992)
- 18 lutego:
  - Tom Fraser, brytyjski polityk (zm. 1988)
  - Stefan Mustafa Jasiński, polski duchowny muzułmański, imam (zm. 2015)
  - Hertha Natzler, austriacka aktorka, piosenkarka (zm. 1985)
  - Galina Nikołajewa, rosyjska pisarka (zm. 1963)
  - Hans Woellke, niemiecki lekkoatleta, kulomiot (zm. 1943)
- 19 lutego:
  - Merle Oberon, brytyjska aktorka (zm. 1979)
  - Zygmunt Ostrowski, polski polityk, minister przemysłu ciężkiego (zm. 1988)
  - Leonard Sosnowski, polski fizyk (zm. 1986)
- 20 lutego:
  - István Énekes, węgierski bokser (zm. 1940)
  - Gyula Gyenes, węgierski lekkoatleta, sprinter (zm. 1988)
  - André Saeys, belgijski piłkarz (zm. 1988)
- 21 lutego:
  - Szilárd Bogdánffy, rumuński duchowny katolicki, biskup pomocniczy Satu Mare, błogosławiony pochodzenia węgierskiego (zm. 1953)
  - Zygmunt Śmigiel, polski żużlowiec (zm. 1990)
- 22 lutego – Józef Perpina Nacher, hiszpański prawnik i dziennikarz, męczennik, błogosławiony katolicki (zm. 1936)
- 23 lutego – Adam Bieniasz, polski nauczyciel, pilot balonowy i szybowcowy, działacz i sędzia sportowy (zm. 1983)
- 24 lutego – Włodzimierz Reczek, polski prawnik, działacz sportowy, polityk, poseł na Sejm PRL (zm. 2004)
- 25 lutego:
  - Wacław Rózga, polski polityk, poseł na Sejm PRL (zm. 1982)
  - Henryk Ryl, polski reżyser teatru lalek, dramaturg (zm. 1983)
- 26 lutego:
  - Walter Georg Kühne, niemiecki paleontolog, wykładowca akademicki (zm. 1991)
  - Porfirij Kumaniok, radziecki polityk (zm. 1972)
  - Albina Osipowich, amerykańska pływaczka (zm. 1964)
  - Kazimierz Poreda, polski śpiewak operowy (bas) (zm. 1990)
- 27 lutego:
  - Momčilo Đokić, jugosłowiański piłkarz, trener (zm. 1983)
  - Andrzej Wohl, polski socjolog, filozof, dziennikarz pochodzenia żydowskiego (zm. 1998)
- 28 lutego:
  - Denis Parsons Burkitt, brytyjski chirurg (zm. 1993)
  - Wacław Gajewski, polski genetyk (zm. 1997)
  - Otakar Vávra, czeski reżyser i scenarzysta filmowy, pedagog (zm. 2011)
- 1 marca:
  - Harry Golombek, brytyjski szachista, sędzia i dziennikarz szachowy, kryptolog (zm. 1995)
  - Paul Murray Kendall, amerykański historyk (zm. 1973)
  - Engelmar Unzeitig, niemiecki duchowny katolicki, błogosławiony (zm. 1945)
- 2 marca:
  - Maria Dobrowolska, polska archiwistka, uczestniczka konspiracji antyhitlerowskiej (zm. 1942)
  - Engelbert Endrass, niemiecki oficer, dowódca okrętów podwodnych (zm. 1941)
  - József Háda, węgierski piłkarz, bramkarz (zm. 1994)
  - Martim Mércio da Silveira, brazylijski piłkarz (zm. 1972)
- 3 marca:
  - Janina Adamczyk, polska chemiczka, wynalazczyni (zm. 2013)
  - Jean Harlow, amerykańska aktorka (zm. 1937)
  - Kristian Henriksen, norweski piłkarz, trener (zm. 2004)
- 4 marca:
  - Giulio Cappelli, włoski piłkarz, trener (zm. 1995)
  - Anton Seelos, austriacki narciarz alpejski (zm. 2006)
- 5 marca:
  - Nils Eriksen, norweski piłkarz, trener (zm. 1975)
  - Wolfgang Larrazábal, wenezuelski admirał, polityk, dyplomata, p.o. prezydenta Wenezueli (zm. 2003)
  - Donald Piper, amerykański koszykarz (zm. 1963)
- 6 marca:
  - Heinrich Homann, niemiecki polityk (zm. 1994)
  - Henryk Vogler, polski pisarz, krytyk literacki i teatralny (zm. 2005)
- 7 marca:
  - Agjej, indyjski poeta, prozaik, krytyk i teoretyk literatury (zm. 1987)
  - Stefan Kisielewski, polski prozaik, publicysta, kompozytor, krytyk muzyczny, współzałożyciel i członek Unii Polityki Realnej (zm. 1991)
- 9 marca:
  - Robert Olejnik, niemiecki pilot wojskowy, as myśliwski pochodzenia ukraińskiego (zm. 1988)
  - Clara Rockmore, rosyjsko-amerykańska thereministka, skrzypaczka pochodzenia litewsko-żydowskiego (zm. 1998)
- 10 marca:
  - René Carrière, francuski kierowca wyścigowy (zm. 1982)
  - Marita Camacho Quirós, była pierwsza dama Kostaryki, superstulatka (zm. 2025)
  - Nino Mozzo, włoski kolarz torowy (zm. 1978)
  - Władysław Opęchowski, polski fizyk teoretyk, wykładowca akademicki (zm. 1993)
- 11 marca:
  - Władysław Bielański, polski biolog (zm. 1982)
  - Innozenz Stangl, niemiecki gimnastyk (zm. 1991)
- 12 marca:
  - Gustavo Díaz Ordaz, meksykański polityk, prezydent Meksyku (zm. 1979)
  - Leon Kaczmarek, polski toponimista, logopeda (zm. 1996)
  - Wiesław Mirecki, polski aktor (zm. 1991)
- 13 marca:
  - Jan Arciszewski, polski polityk emigracyjny (zm. 1996)
  - L. Ron Hubbard, amerykański pisarz science fiction, założyciel Kościoła Scjentologicznego (zm. 1986)
  - Józef Kowalski, polski duchowny katolicki, męczennik, błogosławiony (zm. 1942)
  - Dorothy Tangney, australijska polityk (zm. 1985)
- 14 marca:
  - Abdusalom Dehoti, tadżycki pisarz, krytyk literacki (zm. 1962)
  - József Kovács, węgierski lekkoatleta, płotkarz (zm. 1990)
  - Karl Neckermann, niemiecki lekkoatleta, sprinter (zm. 1984)
  - Akira Yoshizawa, japoński twórca origami (zm. 2005)
- 15 marca – Helena Merenholc, polska psycholog dziecięca, pedagog (zm. 1997)
- 16 marca:
  - Pierre Harmel, belgijski prawnik, polityk, premier Belgii (zm. 2009)
  - Josef Mengele, niemiecki lekarz, doktor medycyny i antropologii, zbrodniarz wojenny (zm. 1979)
- 17 marca:
  - Mosze Baram, izraelski polityk (zm. 1986)
  - Roman Karst, polski krytyk literacki, tłumacz pochodzenia żydowskiego (zm. 1988)
- 18 marca:
  - Smiley Burnette, amerykański aktor, piosenkarz country (zm. 1967)
  - Robert Lamoot, belgijski piłkarz (zm. 1996)
  - Josef Neumann, szwajcarski lekkoatleta, oszczepnik i wieloboista (zm. 1994)
  - Achilles Puchała, polski franciszkanin, męczennik, błogosławiony katolicki (zm. 1943)
- 19 marca:
  - Jerzy Jurandot, polski poeta, dramaturg, satyryk, autor tekstów piosenek (zm. 1979)
  - Emil Londzin, polski fotograf (zm. 1980)
  - Włada Majewska, polska dziennikarka radiowa, aktorka, pieśniarka, działaczka emigracyjna (zm. 2011)
  - Arnold Viiding, estoński lekkoatleta, kulomiot, policjant (zm. 2006)
- 20 marca:
  - Jerzy Koziołkowski, komandor porucznik (zm. 1990)
  - Alfonso Robles, meksykański polityk, minister spraw zagranicznych, laureat Pokojowej Nagrody Nobla (zm. 1991)
- 21 marca – Stanisław Strugarek, polski redaktor radiowy (zm. 1965)
- 22 marca:
  - Aszot Etmekdżyjan, radziecki polityk (zm. 1991)
  - Franciszek Paprocki, polski historyk, archiwista (zm. 1978)
- 23 marca:
  - Bogdan Hamera, polski pisarz, dziennikarz (zm. 1974)
  - Friedl Pfeiffer, austriacki narciarz alpejski (zm. 1995)
- 24 marca – Joseph Barbera, amerykański twórca filmów animowanych (zm. 2006)
- 25 marca:
  - Peter-Erich Cremer, niemiecki podwodniak (zm. 1992)
  - Jack Ruby, amerykański przedsiębiorca, zamachowiec pochodzenia żydowskiego (zm. 1967)
- 26 marca:
  - Lennart Atterwall, szwedzki lekkoatleta, oszczepnik (zm. 2001)
  - Franciszek Dragan, polski malarz (zm. 1968)
  - Bernard Katz, brytyjski elektrofizjolog, laureat Nagrody Nobla pochodzenia żydowskiego (zm. 2003)
  - Leopold Mielecki, polski kapitan pilot (zm. 1945)
  - Romeu Pellicciari, brazylijski piłkarz pochodzenia włoskiego (zm. 1971)
  - Nikołaj Rybko, radziecki pilot doświadczalny (zm. 1977)
  - Tennessee Williams, amerykański dramaturg, prozaik, poeta (zm. 1983)
- 27 marca – Alexa Bokšay, ukraiński piłkarz, bramkarz, trener (zm. 2007)
- 28 marca:
  - Tadeusz Gede, polski polityk, wicepremier, dyplomata (zm. 1982)
  - Józef Popielas, polski ekonomista, polityk, minister komunikacji (zm. 2005)
  - Oldřich Rulc, czechosłowacki piłkarz (zm. 1969)
- 29 marca:
  - Luis Mesquita de Oliveira, brazylijski piłkarz (zm. 1983)
  - Freya von Moltke, niemiecka działaczka opozycji antynazistowskiej (zm. 2010)
- 30 marca:
  - Ekrem Akurgal, turecki archeolog (zm. 2002)
  - Heini Dittmar, niemiecki pilot szybowcowy i doświadczalny, konstruktor lotniczy (zm. 1960)
  - Adolf Konto, fiński żeglarz sportowy (zm. 1965)
- 1 kwietnia:
  - Adam Kozłowiecki, polski duchowny katolicki, misjonarz, arcybiskup Lusaki, kardynał (zm. 2007)
  - Jerzy Ustupski, polski narciarz i wioślarz, olimpijczyk (zm. 2004)
- 2 kwietnia:
  - Józefa Wnukowa, polska malarka, tkaczka, pedagog (zm. 2000)
  - Zygmunt Zintel, polski aktor, pedagog (zm. 1990)
- 3 kwietnia:
  - Tokiharu Abe, japoński ichtiolog (zm. 1996)
  - Stanisława Walasiewicz, polsko-amerykańska lekkoatletka, sprinterka (zm. 1980)
- 4 kwietnia:
  - Václav Čtvrtek, czeski pisarz, autor dobranocek i książek dla dzieci (zm. 1976)
  - Marie Kettnerová, czeska tenisistka stołowa (zm. 1998)
- 5 kwietnia:
  - Albert-Marie Guérisse, belgijski lekarz, przywódca francuskiego ruchu oporu w czasie II wojny światowej (zm. 1989)
  - Jerzy Hawrot, polski historyk sztuki, architekt (zm. 1962)
- 6 kwietnia – Feodor Lynen, niemiecki biochemik, laureat Nagrody Nobla (zm. 1979)
- 7 kwietnia – William Ross, brytyjski polityk (zm. 1988)
- 8 kwietnia:
  - Melvin Calvin, amerykański fizykochemik, laureat Nagrody Nobla (zm. 1997)
  - Emil Cioran, rumuński pisarz (zm. 1995)
  - Douglas Hyde, brytyjski dziennikarz (zm. 1996)
- 9 kwietnia:
  - Rafał Arnáiz Barón, hiszpański trapista, święty katolicki (zm. 1938)
  - Zdzisław Kępiński, polski historyk sztuki, malarz, pedagog (zm. 1978)
- 10 kwietnia:
  - Stefania Brandt, polska malarka, graficzka (zm. 1980)
  - Maurice Schumann, francuski polityk (zm. 1998)
- 11 kwietnia:
  - Mieczysław Brożek, polski filolog klasyczny, tłumacz, wykładowca akademicki (zm. 2000)
  - Zdenko Kalin, słoweński rzeźbiarz (zm. 1990)
  - László Szabados, węgierski pływak (zm. 1992)
  - Anteo Zamboni, włoski anarchista, zamachowiec (zm. 1926)
- 12 kwietnia:
  - Herbert Buhtz, niemiecki wioślarz (zm. 2006)
  - Ryszard Koncewicz, polski piłkarz, trener (zm. 2001)
- 13 kwietnia:
  - Jerzy Braun, polski wioślarz (zm. 1968)
  - Ivan Hitrec, chorwacki piłkarz (zm. 1946)
- 14 kwietnia:
  - Eduardo González Valiño, hiszpański piłkarz, trener (zm. 1978)
  - Teodor Romża, ukraiński duchowny greckokatolicki, biskup eparchii mukaczewskiej kościoła katolickiego obrządku bizantyjsko-rusińskiego, męczennik, błogosławiony katolicki (zm. 1947)
  - Nikołaj Smielakow, radziecki polityk (zm. 1995)
  - Walerian Żak, polski major pilot (zm. 1969)
- 15 kwietnia:
  - Eugeniusz Fulde, polski aktor, pedagog (zm. 1981)
  - Jerzy Zathey, polski historyk, bibliotekarz (zm. 1999)
- 16 kwietnia:
  - Rudolf Breslauer, polski żużlowiec, kierowca wyścigowy (zm. 1999)
  - Sigurd Christensen, duński żeglarz sportowy (zm. 1963)
- 17 kwietnia:
  - Hervé Bazin, francuski pisarz (zm. 1996)
  - George Seaton, amerykański reżyser, scenarzysta i producent filmowy (zm. 1979)
- 18 kwietnia:
  - Wilhelm Banse, niemiecki polityk (zm. 1965)
  - Maurice Goldhaber, amerykański fizyk pochodzenia żydowskiego (zm. 2011)
- 19 kwietnia:
  - Brian McArdle, brytyjski pediatra (zm. 2002)
  - Olga Siemaszko, polska malarka, graficzka, ilustratorka (zm. 2000)
- 20 kwietnia:
  - Reidar Andersen, norweski skoczek narciarski (zm. 1991)
  - Kukrit Pramoj, tajski pisarz, polityk, premier Tajlandii (zm. 1995)
- 21 kwietnia:
  - Chuck Chapman, kanadyjski koszykarz (zm. 2002)
  - Leonard Warren, amerykański śpiewak operowy (baryton) pochodzenia żydowskiego (zm. 1960)
  - Zygmunt Wygocki, polski historyk emigracyjny (zm. 1995)
- 22 kwietnia:
  - Jerzy Mieloch, polski motocyklista rajdowy i wyścigowy, żołnierz AK, uczestnik powstania warszawskiego (zm. 1957)
  - Wilhelm Zander, niemiecki SS-Standartenführer (zm. 1974)
- 23 kwietnia:
  - Józef Cyrankiewicz, polski polityk, działacz socjalistyczny i komunistyczny, premier Polski, przewodniczący Rady Państwa (zm. 1989)
  - Bolesław Miciński, polski filozof, poeta, eseista, krytyk literacki, historyk sztuki (zm. 1943)
  - Ronald Neame, brytyjski reżyser, scenarzysta, producent i operator filmowy (zm. 2010)
  - András Wanié, węgierski pływak (zm. 1976)
- 24 kwietnia:
  - Eugen Jebeleanu, rumuński poeta, tłumacz (zm. 1991)
  - Jan Pelnář, czechosłowacki polityk (zm. 1982)
- 25 kwietnia:
  - Władimir Agkacew, radziecki polityk (zm. 2000)
  - Hans Beck, norweski skoczek narciarski, kombinator norweski (zm. 1996)
  - Anna de Guigné, francuska Czcigodna Służebnica Boża (zm. 1922)
  - Anna Łękawa, polska poetka i malarka ludowa (zm. 2012)
  - George Roth, amerykański gimnastyk (zm. 1997)
  - Stella Maria Szacherska, polska historyk, mediewistka (zm. 1997)
- 26 kwietnia:
  - Enrico Medi, włoski fizyk, polityk, Sługa Boży (zm. 1974)
  - Aleksandr Tarasow, radziecki polityk (zm. 1975)
  - Paul Verner, wschodnioniemiecki polityk (zm. 1986)
- 27 kwietnia:
  - Siemion Apriatkin, radziecki naftowiec i działacz partyjny (zm. 1977)
  - Chris Berger, holenderski lekkoatleta, sprinter (zm. 1965)
  - Antonio Sastre, argentyński piłkarz (zm. 1987)
- 28 kwietnia:
  - Jan Bołbott, polski podporucznik rezerwy piechoty (zm. 1939)
  - Jürgen Deecke, niemiecki oficer marynarki, dowódca okrętu podwodnego (zm. 1940)
- 30 kwietnia:
  - Yasar Erkan, turecki zapaśnik (zm. 1986)
  - Roger Hilton, brytyjski malarz (zm. 1975)
  - Wojciech Januszewicz, polski pilot myśliwski (zm. 1940)
  - Luise Rinser, niemiecka pisarka, krytyk literacka (zm. 2002)
- 1 maja:
  - Zdzisław Grunwald, polski inżynier, wykładowca akademicki (zm. 1996)
  - Vladimir Kukk, estoński strzelec sportowy (zm. 1990)
  - Leon Majman, polski dyplomata, działacz robotniczy, więzień polityczny (zm. 2007)
  - Koçi Xoxe, albański polityk komunistyczny pochodzenia macedońskiego (zm. 1949)
- 2 maja – Chaimas Mejeris Fainšteinas, litewski malarz, grafik pochodzenia żydowskiego (zm. 1944)
- 3 maja – Stanisław Kryczyński, polski historyk, orientalista pochodzenia tatarskiego (zm. 1941)
- 4 maja – Gurcharan Singh Grewal, indyjski hokeista na trawie (zm. 1949)
- 5 maja:
  - Mina Bern, polsko-amerykańska aktorka, śpiewaczka pochodzenia żydowskiego (zm. 2010)
  - Andor Lilienthal, węgierski szachista (zm. 2010)
  - Zofia Rydet, polska fotografka (zm. 1997)
  - Nikołaj Żerdiew, radziecki major pilot, as myśliwski (zm. 1942)
- 6 maja – Bernard Fergusson, brytyjski wojskowy, historyk, polityk (zm. 1980)
- 7 maja – Ishirō Honda (jap. 本多猪四郎), japoński reżyser, twórca m.in. Godzilli (zm. 1993)
- 8 maja:
  - Stanisław Hückel, polski inżynier, wykładowca akademicki (zm. 1980)
  - Robert Johnson, amerykański muzyk, gitarzysta, wokalista, autor tekstów (zm. 1938)
  - Aleksander Kruszewski, polski malarz, rzeźbiarz (zm. 1964)
  - Tadeusz Molenda, polski leśnik, wykładowca akademicki, polityk (zm. 1975)
  - Stanisław Nahlik, polski prawnik, wykładowca akademicki (zm. 1991)
  - Marian Wodziński, polski lekarz patolog (zm. 1986)
- 9 maja:
  - Tadeusz Sarnecki, polski poeta, prozaik, publicysta, wydawca, animator życia kulturalnego (zm. 1981)
  - Crew Stoneley, brytyjski lekkoatleta, sprinter (zm. 2002)
- 10 maja:
  - Iskak Ibrajew, radziecki porucznik, polityk (zm. 1965)
  - Helge Pahlman, fiński muzyk, kompozytor (zm. 1976)
- 11 maja:
  - Zdzisław Henneberg, polski kapitan pilot, as myśliwski (zm. 1941)
  - Phil Silvers, amerykański aktor, komik (zm. 1985)
- 12 maja – Wilhelm Leichum, niemiecki lekkoatleta, skoczek w dal i sprinter, żołnierz (zm. 1941)
- 14 maja:
  - Mario Bianchini, włoski bokser (zm. 1957)
  - Matti Lähde, fiński biegacz narciarski (zm. 1978)
  - Leen Vente, holenderski piłkarz (zm. 1989)
  - Ne Win, birmański generał, polityk, dyktator (zm. 2002)
- 15 maja:
  - Max Frisch, szwajcarski pisarz, dramaturg, architekt (zm. 1991)
  - Ferdynand Herok, polski pedagog, działacz społeczny, polityk (zm. 1998)
- 16 maja:
  - Tadeusz Brzoza, polski architekt, taternik (zm. 1985)
  - Tadeusz Etter, polski duchowny katolicki, biskup pomocniczy poznański (zm. 1984)
  - Giovanni Varglien, włoski piłkarz, trener (zm. 1990)
- 17 maja:
  - Lisa Fonssagrives, szwedzka modelka (zm. 1992)
  - Albéric O’Kelly de Galway, belgijski szachista (zm. 1980)
  - Maureen O’Sullivan, irlandzka aktorka, matka aktorki Mii Farrow (zm. 1998)
- 18 maja:
  - Emanuele Clarizio, włoski duchowny katolicki, arcybiskup, nuncjusz apostolski, urzędnik Kurii Rzymskiej (zm. 2001)
  - Big Joe Turner, amerykański muzyk bluesowy (zm. 1985)
- 19 maja:
  - Gust Jonassen, norweski działacz faszystowski (zm. 1943)
  - Jerzy Kleczkowski, polski porucznik, żołnierz AK (zm. 1944)
  - Władysław Krzyżagórski, polski hokeista, kupiec (zm. 1943)
- 20 maja:
  - Mieczysław Lesz, polski ekonomista, polityk, minister handlu wewnętrznego (zm. 1998)
  - Alicja Musiałowa, polska prawnik, polityk, członkini Rady Państwa, poseł na Sejm PRL (zm. 1998)
- 22 maja:
  - Michaił Jefriemow, radziecki polityk (zm. 2000)
  - Violet Olney, brytyjska lekkoatletka, sprinterka (zm. 1999)
  - Else Pappenheim, austriacko-amerykańska neurolog, psychiatra, psychoanalityk (zm. 2009)
- 23 maja:
  - Józef Hurwic, polski fizykochemik, wykładowca akademicki pochodzenia żydowskiego (zm. 2016)
  - Paul Augustin Mayer, niemiecki kardynał (zm. 2010)
  - Betty Nuthall, brytyjska tenisistka (zm. 1983)
- 24 maja:
  - Michel Pécheux, francuski szermierz, szpadzista (zm. 1985)
  - Barbara West, Angielka ocalona z „Titanica” (zm. 2007)
- 25 maja – Hans Löhrl, niemiecki ornitolog, etolog (zm. 2001)
- 26 maja – Maurice Baquet, francuski aktor, wiolonczelista (zm. 2005)
- 27 maja:
  - Hubert Humphrey, amerykański polityk, wiceprezydent USA (zm. 1978)
  - Maria Kaniewska, polska scenarzystka, reżyserka i aktorka (zm. 2005)
  - Teddy Kollek (hebr. טדי קולק), izraelski polityk, wieloletni burmistrz Jerozolimy (zm. 2007)
  - Vincent Price, amerykański aktor (zm. 1993)
- 28 maja:
  - Randolph Frederick Churchill, brytyjski dziennikarz, pisarz, polityk (zm. 1968)
  - Fritz Hochwälder(inne języki), austriacki pisarz (zm. 1986)
  - Mosze Kol, izraelski polityk (zm. 1989)
- 29 maja:
  - Lea Goldberg, żydowska poetka, pisarka, dramaturg, tłumaczka literacka, wykładowczyni akademicka (zm. 1970)
  - Ludwik Jakobsfeld, polski działacz komunistyczny pochodzenia żydowskiego (zm. 1956)
  - Stanisław Tadeusz Skrzypek, polsko-amerykański historyk, prawnik, ekonomista (zm. 2007)
- 30 maja:
  - Sylwester Arnau y Pasqüet, hiszpański duchowny katolicki, męczennik, błogosławiony (zm. 1936)
  - Feliks Czaplicki, polski koszykarz, trener (zm. 1939)
  - Marcolino Gomes Candau, brazylijski lekarz epidemiolog (zm. 1983)
- 31 maja:
  - Maurice Allais, francuski inżynier, ekonomista, laureat Nagrody Banku Szwecji im. Alfreda Nobla w dziedzinie ekonomii(zm. 2010)
  - Maryla Jonasówna, polska pianistka pochodzenia żydowskiego (zm. 1959)
- 1 czerwca – Jan Sztwiertnia, polski kompozytor, pedagog (zm. 1940)
- 2 czerwca:
  - Joe McCluskey, amerykański lekkoatleta, długodystansowiec (zm. 2002)
  - Adam Studziński, polski duchowny katolicki, dominikanin (zm. 2008)
- 3 czerwca:
  - Ellen Corby, amerykańska aktorka (zm. 1999)
  - Victorio Spinetto, argentyński piłkarz, trener (zm. 1990)
- 4 czerwca:
  - (lub 12 czerwca) Milovan Đilas, jugosłowiański polityk, pisarz, dysydent (zm. 1995)
  - Billy Fiske, amerykański bobsleista, pilot wojskowy (zm. 1940)
  - Tadeusz Lipkowski, polski prawnik, publicysta (zm. 1940)
  - Silvan Tomkins, amerykański psycholog, filozof (zm. 1991)
- 5 czerwca:
  - Melania Fogelbaum, polska poetka, malarka, rzeźbiarka pochodzenia żydowskiego (zm. 1944)
  - John C. Woods, amerykański starszy sierżant, kat (zm. 1950)
- 6 czerwca:
  - Jean Cayrol, francuski poeta, prozaik, scenarzysta filmowy (zm. 2005)
  - Jiri Sobotka, czeski piłkarz, trener (zm. 1994)
- 7 czerwca – Mario Perazzolo, włoski piłkarz, trener (zm. 2001)
- 8 czerwca – Bronisław Młodziejowski, polski podporucznik, muzyk, pianista, dyrygent (zm. 1940)
- 9 czerwca:
  - Leopold Kielholz, szwajcarski piłkarz, trener (zm. 1980)
  - Władysław Lemiszko, polski hokeista (zm. 1988)
  - Maclyn McCarty, amerykański biolog (zm. 2005)
  - Frank McCormick, amerykański baseballista (zm. 1982)
- 10 czerwca:
  - Henryk Józef Mościcki, polski działacz ruchu robotniczego, historyk (zm. 1960)
  - Terence Rattigan, brytyjski pisarz (zm. 1977)
- 11 czerwca:
  - Antoni Burzyński, polski dowódca, żołnierz AK (zm. 1943)
  - Piotr Sawaczkin, białoruski historyk, wykładowca akademicki (zm. 1975)
- 12 czerwca:
  - Charles King, brytyjski kolarz torowy (zm. 2001)
  - Seweryn Kruszyński, polski operator filmowy (zm. 1993)
- 13 czerwca – Luis Walter Alvarez, amerykański fizyk, laureat Nagrody Nobla (zm. 1988)
- 14 czerwca – Karol Dziwisz, polski piłkarz (zm. 1982)
- 15 czerwca:
  - Cwi Ajalon, izraelski generał major (zm. 1993)
  - Joseph Alcazar, francuski piłkarz pochodzenia algierskiego (zm. 1979)
  - Zofia Jeżewska, polska pisarka, reportażystka, podróżniczka, autorka słuchowisk (zm. 1995)
  - Chryzostom (Vojinović), serbski biskup prawosławny (zm. 1989)
- 16 czerwca – Bobby Ancell, szkocki piłkarz, trener (zm. 1987)
- 17 czerwca:
  - Lars Larsson, szwedzki lekkoatleta, długodystansowiec (zm. 1993)
  - Albert Lütkemeyer, niemiecki funkcjonariusz nazistowski, zbrodniarz wojenny (zm. 1947)
  - Wiktor Niekrasow, radziecki pisarz-prozaik i dysydent (zm. 1987)
  - Iwan Woronow, radziecki polityk (zm. 1969)
- 18 czerwca – Leon Trybalski, polski pedagog, regionalista, działacz kulturalno-oświatowy (zm. 1999)
- 19 czerwca:
  - Dudley Shelton Senanayake, lankijski polityk, premier Sri Lanki (zm. 1973)
  - Stefan Seweryn Udziela, polski porucznik, działacz harcerski (zm. 1941)
- 20 czerwca:
  - Wanda Paklikowska-Winnicka, polska malarka abstrakcyjna (zm. 2001)
  - Paul Pietsch, niemiecki kierowca wyścigowy (zm. 2012)
- 21 czerwca:
  - Witold Józef Leitgeber, polski żołnierz, dziennikarz, redaktor, pisarz (zm. 2007)
  - Hanna Malewska, polska pisarka (zm. 1983)
  - Andrzej Rzymkowski, polski architekt, profesor (zm. 1986)
  - Lew Smirnow, radziecki prawnik (zm. 1986)
  - Witold Wenclik, polski prawnik, samorządowiec, prezydent Białegostoku, poseł do KRN i na Sejm Ustawodawczy (zm. 1993)
- 22 czerwca:
  - Marie Braun, holenderska pływaczka (zm. 1982)
  - Cecylia Glücksburg, grecka księżniczka (zm. 1937)
  - Konstantin Rudniew, radziecki inżynier, polityk (zm. 1980)
  - Cecil Shaw, angielski piłkarz (zm. 1977)
- 23 czerwca:
  - Nikołaj Kuzniecow, rosyjski konstruktor silników lotniczych i rakietowych (zm. 1995)
  - David Ogilvy, brytyjski przedsiębiorca, copywriter (zm. 1999)
- 24 czerwca:
  - Juan Manuel Fangio, argentyński kierowca wyścigowy (zm. 1995)
  - Władysław Mączkowski, polski duchowny katolicki, męczennik, błogosławiony (zm. 1942)
  - Ernesto Sábato, argentyński pisarz pochodzenia włoskiego (zm. 2011)
- 25 czerwca – William Howard Stein, amerykański biochemik, laureat Nagrody Nobla w 1972 (zm. 1980)
- 26 czerwca:
  - Mildred Didrikson, amerykańska sportsmenka (zm. 1956)
  - Eusebio Hernández, chilijski koszykasz (zm. 1997)
  - Edelweiss Rodriguez, włoski bokser (zm. 1962)
  - Ernst Witt, niemiecki matematyk (zm. 1991)
  - Bronisław Żurakowski, polski inżynier, konstruktor lotniczy, pilot (zm. 2009)
- 27 czerwca – Adolf Wagner, niemiecki sztangista (zm. 1984)
- 28 czerwca:
  - Leon Adamowski, polski lekarz, polityk, poseł na Sejm Ustawodawczy i na Sejm PRL (zm. 1983)
  - Edward Dietz, polski duchowny luterański (zm. 1988)
- 29 czerwca:
  - Bernhard, książę Holandii (zm. 2004)
  - Bernard Herrmann, amerykański kompozytor muzyki filmowej (zm. 1975)
- 30 czerwca:
  - Alina Kietlińska, polska archeolog, doktor nauk humanistycznych (zm. 1974)
  - Czesław Miłosz, polski poeta, prozaik, eseista, tłumacz, krytyk literacki, dyplomata, laureat Nagrody Nobla z dziedziny literatury w roku 1980 (zm. 2004)
  - Camilla Mondral, polska lekkoatletka, tłumaczka, działaczka stowarzyszeń polsko-węgierskich, pisarka (zm. 2002)
  - Władimir Radzijewski(inne języki), rosyjski astronom (zm. 2003)
  - Virginia Smith, amerykańska polityk (zm. 2006)
- 1 lipca:
  - Adam Nasielski, polski prawnik, kryminolog, pisarz (zm. 2009)
  - Józef Prończuk, polski agronom, profesor nauk rolniczych (zm. 2017)
  - Siergiej Sokołow, radziecki dowódca wojskowy, marszałek ZSRR, polityk, minister obrony (zm. 2012)
- 2 lipca – Reg Parnell, brytyjski kierowca wyścigowy (zm. 1964)
- 3 lipca – Wasilij Garbuzow, radziecki polityk (zm. 1985)
- 4 lipca:
  - Franco Ferrara, włoski dyrygent (zm. 1985)
  - Mitch Miller, amerykański muzyk, śpiewak, dyrygent, producent muzyczny (zm. 2010)
  - Frederick Seitz, amerykański fizyk (zm. 2008)
- 5 lipca:
  - George Borg Olivier, maltański prawnik, polityk, premier Malty (zm. 1980)
  - Anna Burdówna, polska harcerka, pedagog (zm. 2010)
  - Georges Pompidou, francuski polityk, premier Francji i prezydent (zm. 1974)
  - Alojzy Sitko, polski piłkarz, trener, reprezentant kraju w piłce nożnej (zm. 1989)
  - Bohdan Wodiczko, polski dyrygent, pedagog muzyczny (zm. 1985)
- 6 lipca – Czesław Grudziński, polski kompozytor, pedagog (zm. 1992)
- 7 lipca:
  - Jesse Carver, angielski piłkarz, trener (zm. 2003)
  - Gian Carlo Menotti, amerykański kompozytor, librecista pochodzenia włoskiego (zm. 2007)
  - Marcel Reymond, szwajcarski skoczek narciarski (zm. 2002)
- 8 lipca – Grzegorz Frąckowiak, polski werbista, męczennik, błogosławiony katolicki (zm. 1943)
- 9 lipca:
  - Ben Eastman, amerykański lekkoatleta, sprinter i średniodystansowiec (zm. 2002)
  - Mervyn Peake, brytyjski artysta, poeta, ilustrator (zm. 1968)
  - Karl Proisl, austriacki kajakarz, kanadyjkarz (zm. 1949)
  - Władysław Rydzewski, polski zoolog, ornitolog (zm. 1980)
  - John Archibald Wheeler, amerykański fizyk (zm. 2008)
- 11 lipca:
  - Trygve Edin, norweski skoczek narciarski (zm. 1948)
  - Erna Flegel, niemiecka pielęgniarka (zm. 2006)
- 12 lipca:
  - Arturo Arrieta, argentyński piłkarz (zm. ?)
  - Bogdan Ostromęcki, polski prawnik, poeta, eseista (zm. 1979)
  - Mara Malejewa-Żiwkowa, bułgarska lekarka, pierwsza dama (zm. 1971)
  - Evald Mikson, estoński piłkarz, bramkarz, zbrodniarz wojenny (zm. 1993)
- 13 lipca:
  - Michel Mollat du Jourdin, francuski historyk, mediewista (zm. 1996)
  - Wisława Noskiewicz, polska gimnastyczka (zm. 1991)
- 14 lipca:
  - Tadeusz Fijewski, polski aktor teatralny i filmowy (zm. 1978)
  - Pawieł Prudnikau, białoruski poeta, pisarz (zm. 2000)
  - Terry-Thomas, brytyjski aktor (zm. 1990)
  - Ignacy Tłoczyński, polski tenisista (zm. 2000)
- 15 lipca – Edward Shackleton, brytyjski geograf, polityk (zm. 1994)
- 16 lipca:
  - John Lautner, amerykański architekt (zm. 1994)
  - Ginger Rogers, amerykańska tancerka i aktorka (zm. 1995)
- 17 lipca:
  - Marta Majowska, polska gimnastyczka (zm. 2001)
  - Yang Jiang, chińska pisarka i tłumaczka (zm. 2016)
- 18 lipca:
  - Hume Cronyn, amerykański aktor (zm. 2003)
  - Artur Linowski, polski porucznik, żołnierz AK, cichociemny (zm. 1943)
  - Władysław Siedlecki, polski prawnik, wykładowca akademicki (zm. 1998)
- 19 lipca – Józef Morton, polski pisarz, działacz ludowy (zm. 1994)
- 20 lipca:
  - Loda Halama, polska tancerka i aktorka (zm. 1996)
  - Witold Nowacki, polski inżynier budownictwa, wykładowca akademicki (zm. 1986)
  - Czesław Skoraczyński, polski hokeista, piłkarz, trener piłkarski (zm. 1982)
- 21 lipca:
  - Walter Lohmann, niemiecki kolarz torowy (zm. 1993)
  - Marshall McLuhan, kanadyjski teoretyk komunikacji, autor koncepcji „globalnej wioski” (zm. 1980)
- 22 lipca – José María Lemus, salwadorski podpułkownik, polityk, prezydent Salwadoru (zm. 1993)
- 23 lipca:
  - Raúl Chappell, peruwiański piłkarz, trener (zm. 1977)
  - Władysław Szymczak, polski technik mechanik, polityk, poseł na Sejm PRL (zm. 1976)
  - Fiatau Penitala Teo, tuwalski polityk, pierwszy gubernator generalny (zm. 1998)
  - Stanisław Wdowiarz, polski geolog (zm. 1987)
- 25 lipca:
  - Anna Breuer-Mosler, polska lekkoatletka, sprinterka i skoczkini w dal (zm. ?)
  - Len Duncan, amerykański kierowca wyścigowy (zm. 1998)
  - Wiktor Szyłowski, ukraiński piłkarz, trener (zm. 1973)
- 26 lipca – Anna Skibińska, żołnierz Polskich Sił Zbrojnych na Zachodzie, profesor AWF, antropolog (zm. 1990)
- 27 lipca:
  - Władysław Głuchowski, polski anarchosyndykalista, nauczyciel (zm. 1941)
  - Marta Koszówna, polska działaczka ruchu oporu, kurierka ZWZ (zm. 1944)[2]
  - Nikołaj Kuzniecow, radziecki oficer kontrwywiadu oraz wywiadu i dywersji GUGB/NKWD/NKGB (zm. 1944)
  - Robert Marjolin, francuski ekonomista, polityk, eurokomisarz (zm. 1986)
- 28 lipca – Giorgio Scerbanenco, włoski pisarz pochodzenia ukraińskiego (zm. 1969)
- 29 lipca:
  - Jean Brichaut, belgijski piłkarz (zm. 1962)
  - Ján Cikker, słowacki kompozytor, pedagog (zm. 1989)
  - Leslie Scarman, brytyjski prawnik, polityk (zm. 2004)
- 30 lipca – Ilia Epsztejn, polski ekonomista pochodzenia żydowskiego (zm. 1994)
- 31 lipca:
  - George Liberace(inne języki), amerykański muzyk (zm. 1983)
  - Zygmunt Łanowski, polski tłumacz literatury szwedzkojęzycznej, fińskiej, islandzkiej, norweskiej i anglojęzycznej (zm. 1989)
  - Zygmunt Szkocny, twórca najmniejszej książki świata (zm. 2003)
- 1 sierpnia:
  - Bogdan Brzeziński, polski pisarz, satyryk (zm. 1980)
  - Pericle Felici, włoski duchowny katolicki, kardynał (zm. 1982)
- 2 sierpnia:
  - Charles Barnes, amerykański agent CIA (zm. 1972)
  - Alfred Jäck, szwajcarski piłkarz (zm. 1953)
  - Alfred Mansveld, belgijski bobsleista (zm. ?)
- 3 sierpnia:
  - Pierina Gilli, włoska pielęgniarka, mistyczka (zm. 1991)
  - Rita Jacobson, południowoafrykańska brydżystka (zm. 1992)
- 4 sierpnia:
  - Draper Kauffman, amerykański kontradmirał (zm. 1979)
  - Hasan Pakrawan, irański generał, polityk (zm. 1979)
- 5 sierpnia – Robert Taylor, amerykański aktor (zm. 1969)
- 6 sierpnia:
  - Lucille Ball, amerykańska aktorka (zm. 1989)
  - Norman Gordon, południowoafrykański krykiecista (zm. 2014)
  - Ji Xianlin, chiński historyk, paleograf, pisarz (zm. 2009)
- 7 sierpnia:
  - István Bibó, węgierski prawnik, urzędnik państwowy, polityk, teoretyk polityki (zm. 1979)
  - Jan Pietraszko, polski duchowny katolicki, biskup pomocniczy krakowski (zm. 1988)
  - Nicholas Ray, amerykański reżyser i scenarzysta filmowy (zm. 1979)
- 8 sierpnia:
  - Helena Gałkowska, polska artystka, projektantka tkanin (zm. 1992)
  - Wadim Jurkiewicz, polski artysta fotograf (zm. 1962)
- 9 sierpnia:
  - William Fowler, amerykański fizyk i astrofizyk, laureat Nagrody Nobla (zm. 1995)
  - Eddie Futch, amerykański trener bokserski (zm. 2001)
  - Orest Masykewycz, ukraiński działacz nacjonalistyczny, poeta (zm. 1980)
- 10 sierpnia:
  - Marian Jurecki, polski rotmistrz, żołnierz AK, cichociemny (zm. 1941)
  - Jan Rajchman, amerykański inżynier elektryk, informatyk pochodzenia polskiego (zm. 1989)
- 11 sierpnia – Thanom Kittikachorn, tajski polityk, premier Tajlandii (zm. 2004)
- 12 sierpnia:
  - Cantinflas, meksykański aktor (zm. 1993)
  - Hermann Schaper, niemiecki funkcjonariusz i zbrodniarz nazistowski (zm. 2002)
- 13 sierpnia – Jan Prassek, niemiecki duchowny katolicki, męczennik, błogosławiony (zm. 1943)
- 14 sierpnia – Andrzej Orwid-Eljaszewicz, polski podporucznik, członek ruchu oporu (zm. 1944)
- 15 sierpnia:
  - Hans Fruck, niemiecki działacz komunistyczny, generał major Stasi (zm. 1990)
  - Mieczysław Kapiak, polski kolarz szosowy (zm. 1975)
- 16 sierpnia:
  - Skinny Johnson, amerykański koszykarz, trener (zm. 1980)
  - Szymon Kobecki, litewski inżynier, dramaturg, poeta pochodzenia karaimskiego (zm. 1985)
  - Kazimierz Sporny, polski pedagog, działacz społeczny (zm. 1983)
- 17 sierpnia:
  - Michaił Botwinnik (ros. Михаил Моисеевич Ботвинник), rosyjski szachista, arcymistrz (zm. 1995)
  - Zbigniew Jordan, polski filozof, socjolog, publicysta, wykładowca akademicki, działacz emigracyjny (zm. 1977)
- 18 sierpnia:
  - Wolfgang Dessecker, niemiecki lekkoatleta, średniodystansowiec (zm. 1973)
  - Paul Egli, szwajcarski kolarz szosowy i przełajowy (zm. 1997)
  - Raymond Philip Etteldorf, amerykański duchowny katolicki, arcybiskup, pronuncjusz apostolski pochodzenia niemieckiego (zm. 1986)
  - Władysława Szoc, polska pielęgniarka, pedagog, działaczka społeczna i samorządowa (zm. 1979)
- 19 sierpnia:
  - Sándor Bíró, węgierski piłkarz (zm. 1988)
  - Zdzisław Kaczmarczyk, polski historyk, prawnik, polityk, poseł na Sejm PRL (zm. 1980)
  - Stefan Wołoszyn, polski filozof, pedagog (zm. 2004)
- 20 sierpnia:
  - Halina Martinowa, polska łączniczka AK, uczestniczka powstania warszawskiego, działaczka polonijna (zm. 2007)
  - Edward Muller, niemiecki duchowny katolicki, męczennik, błogosławiony (zm. 1943)
- 21 sierpnia:
  - Gedeon Barcza, węgierski szachista (zm. 1986)
  - Ken Richardson, brytyjski kierowca wyścigowy (zm. 1997)
- 22 sierpnia – Jan Furmaniak, polski górnik, polityk, poseł na Sejm PRL (zm. 1981)
- 23 sierpnia – Birger Ruud, norweski skoczek narciarski, narciarz alpejski (zm. 1998)
- 24 sierpnia:
  - Victor Barna, węgierski i brytyjski tenisista stołowy (zm. 1972)
  - Cornelio Fabro, włoski duchowny katolicki, teolog, filozof (zm. 1995)
  - Michel Pablo, francuski polityk, trockista pochodzenia greckiego (zm. 1996)
- 25 sierpnia:
  - Vivi-Anne Hultén, szwedzka łyżwiarka figurowa (zm. 2003)
  - Hans Schulze, niemiecki piłkarz wodny, trener (zm. 1992)
  - Võ Nguyên Giáp, wietnamski dowódca wojskowy, generał (zm. 2013)
- 27 sierpnia:
  - Czesław Domagała, polski polityk, poseł na Sejm PRL (zm. 1998)
  - Johnny Eck, amerykański aktor, uczestnik pokazów dziwolągów (zm. 1991)
  - Wiktor Jewdokimow, radziecki podpułkownik pilot (zm. 1945)
  - Bluey Wilkinson, australijski żużlowiec (zm. 1940)
- 28 sierpnia:
  - Joseph Luns, holenderski polityk, sekretarz generalny NATO (zm. 2002)
  - Artur Młodnicki, polski aktor (zm. 1972)
  - Ignacy Święcicki, polski porucznik pilot, pamiętnikarz, inżynier (zm. 2008)
- 29 sierpnia:
  - Rudolf Marszałek, polski duchowny katolicki, uczestnik konspiracji antyhitlerowskiej, oficer AK i NSZ (zm. 1948)
  - Paweł Szulkin, polski fizyk, nauczyciel akademicki (zm. 1987)
- 30 sierpnia – Robert Kiesel, amerykański lekkoatleta, sprinter (zm. 1993)
- 31 sierpnia:
  - Ambrogio Marchioni, włoski duchowny katolicki, arcybiskup tytularny, nuncjusz apostolski (zm. 1989)
  - Władysław Szubiński, polski kapitan, żołnierz AK, cichociemny (zm. 1942)
- 1 września:
  - Franciszek Maj, polski rolnik, polityk, poseł na Sejm PRL (zm. 1982)
  - Bronisław Warowny, polski dziennikarz, ekonomista i polityk, poseł do KRN i na Sejm PRL (zm. 1985)
- 2 września:
  - Czesław Janczarski (ps. Jan Antkiewicz), polski pisarz i poeta, tłumacz, twórca postaci Misia Uszatka (zm. 1971)
  - Leon Poniedziałek, polski agrotechnik, polityk, poseł na Sejm PRL (zm. 1967)
- 3 września:
  - Laura Allende Gossens, chilijska polityk (zm. 1981)
  - Stanisław Libner, polski aktor (zm. 1981)
- 4 września – John Robert Jones, walijski filozof (zm. 1970)
- 6 września – Jerzy Damsz, polski pilot wojskowy i sportowy (zm. 1987)
- 7 września:
  - Zvonko Jazbec, chorwacki piłkarz, trener (zm. 1970)
  - Todor Żiwkow, bułgarski polityk, działacz komunistyczny, premier, sekretarz generalny Bułgarskiej Partii Komunistycznej (zm. 1998)
- 8 września:
  - Roman Hlibowicki, polski inżynier geodeta, wykładowca akademicki (zm. 1999)
  - Tomasz Kiesewetter, polski kompozytor, dyrygent, pedagog (zm. 1992)
  - Wolfgang Späte, niemiecki pilot wojskowy, as myśliwski (zm. 1997)
- 9 września:
  - Richard Baer, niemiecki funkcjonariusz nazistowski, komendant obozów koncentracyjnych Auschwitz-Birkenau i Mittelbau-Dora (zm. 1963)
  - Paul Goodman, amerykański prozaik, poeta, dramaturg, psychoterapeuta (zm. 1972)
  - John Gorton, australijski polityk, premier Australii (zm. 2002)
  - Kozaburo Yoshimura(inne języki), japoński reżyser filmowy (zm. 2000)
- 10 września:
  - Jaap van der Leck, holenderski trener piłkarski (zm. 2000)
  - Nelly Omar, argentyńska piosenkarka i aktorka (zm. 2013)
  - Renée Simonot, francuska aktorka, matka Catherine Deneuve (zm. 2021)
  - Frithjof Ulleberg, norweski piłkarz (zm. 1993)
- 11 września:
  - Wanda Brońska, polska dziennikarka, tłumaczka, pisarka (zm. 1972)
  - Konstanty Dąbrowski, polski rolnik, polityk, poseł na Sejm PRL (zm. 1987)
  - Zbigniew Kiedacz, polski podpułkownik dyplomowany kawalerii (zm. 1944)
- 12 września – Edward Szostak, polski koszykarz (zm. 1990)
- 13 września:
  - Franciszek Frąckowiak, polski działacz polityczny, prezydent Poznania (zm. 1978)
  - Bill Monroe, amerykański muzyk i wokalista bluegrassowy (zm. 1996)
  - Maksymilian Rode, polski duchowny, biskup i zwierzchnik Kościoła polskokatolickiego (zm. 1999)
- 14 września:
  - Leslie Graham, brytyjski motocyklista wyścigowy (zm. 1953)
  - Anthony Greenwood, brytyjski polityk (zm. 1982)
- 15 września:
  - Irena Malkiewicz, polska aktorka (zm. 2004)
  - José Muguerza, hiszpański piłkarz (zm. 1984)
  - Konrad Świetlik, polski generał brygady, polityk (zm. 1998)
  - Vance Tartar, amerykański biolog, embriolog (zm. 1991)
- 17 września:
  - Wasyl Biłas, ukraiński nacjonalista, zamachowiec (zm. 1932)
  - Adam Ostrowski, polski prawnik, dyplomata (zm. 1977)
  - Aleksander Winnicki, polski malarz (zm. 2002)
- 18 września:
  - Józef Dziura, polski polityk, działacz sportowy i społeczny (zm. 1967)[3][4]
  - Holger Salin, fiński piłkarz (zm. 1943/44)
- 19 września:
  - Stanisław Marciniak, polski fizyk, wykładowca akademicki (zm. 1999)
  - William Golding, brytyjski pisarz, poeta, laureat Nagrody Nobla (zm. 1993)
- 21 września:
  - Clair Engle, amerykański polityk, senator ze stanu Kalifornia (zm. 1964)
  - Afferbeck Lauder, australijski pisarz, grafik (zm. 1998)
- 23 września:
  - Phaya Khammao, laotański książę, polityk, premier Laosu (zm. 1984)
  - Franz Wagner, austriacki piłkarz, trener (zm. 1974)
  - Szlama Ber Winer, polski krawiec, świadek i ofiara Holocaustu pochodzenia żydowskiego (zm. 1942)
- 24 września:
  - Konstantin Czernienko, radziecki polityk, sekretarz generalny KC KPZR i przewodniczący Prezydium Rady Najwyższej ZSRR (zm. 1985)
  - Michał Hofman, polski dziennikarz (zm. 1989)
  - Marie Kraja, albańska śpiewaczka operowa (sopran) (zm. 1999)
  - Jan Szymanowski, polski generał brygady, major Armii Czerwonej (zm. 1985)
- 25 września:
  - Władimir Jegorow, radziecki piłkarz, hokeista, trener (zm. 1996)
  - Irmina Popławska, polska tenisistka (zm. 2008)
  - Eric Williams, trynidadzko-tobagijski polityk, pierwszy premier kraju (zm. 1981)
- 26 września:
  - Lenore Kight, amerykańska pływaczka (zm. 2000)
  - Włodzimierz Łoziński, polski aktor (zm. 1959)
- 28 września:
  - Olle Åkerlund, szwedzki żeglarz sportowy (zm. 1978)
  - Wacław Stępień, polski satyryk, autor tekstów piosenek (zm. 1993)
  - Ellsworth Vines, amerykański tenisista (zm. 1994)
- 29 września:
  - Stanisław Jankowski, polski architekt, żołnierz AK, uczestnik powstania warszawskiego (zm. 2002)
  - Tomáš Vybíral, czechosłowacki pilot wojskowy, as myśliwski (zm. 1981)
- 30 września:
  - Ed Danowski, amerykański futbolista pochodzenia polskiego (zm. 1997)
  - Laurencja Harasimiw, ukraińska józefitka, błogosławiona katolicka (zm. 1952)
  - Jerzy Kierst, polski poeta, tłumacz, krytyk teatralny (zm. 1988)
  - Edward Muszyński, polski duchowny katolicki, biskup pomocniczy kielecki (zm. 1968)
  - Boris Taslitzky, francuski malarz (zm. 2005)
- 1 października:
  - Sayed Muhammad Hussain, indyjski hokeista na trawie (zm. 1977)
  - Heinrich Mark, estoński prawnik, polityk, premier i prezydent Estonii na uchodźstwie (zm. 2004)
  - Bibi Torriani, szwajcarski hokeista, trener, saneczkarz (zm. 1988)
- 2 października:
  - Jack Finney, amerykański pisarz (zm. 1995)
  - Tilly Fleischer, niemiecka lekkoatletka, oszczepniczka (zm. 2005)
- 3 października:
  - Ljubiša Broćić, serbski piłkarz, trener (zm. 1995)
  - Harro Dicks, niemiecki reżyser operowy (zm. 2013)
  - Hans Hauser, austriacki narciarz alpejski (zm. 1974)
  - Michael Hordern(inne języki), brytyjski aktor (zm. 1995)
- 4 października:
  - Mieczysław Kozdruń, polski skoczek narciarski, trener (zm. 1988)
  - Martin Matsbo, szwedzki biegacz narciarski (zm. 2002)
  - Flann O’Brien, irlandzki pisarz (zm. 1966)
  - Bas Paauwe, holenderski piłkarz (zm. 1989)
- 5 października – Zbigniew Czeczot-Gawrak, polski filmoznawca, historyk i teoretyk filmu, publicysta i wykładowca uniwersytecki (zm. 2009)
- 6 października – Jan Kumosz, polski polityk, poseł na Sejm PRL (zm. 1988)
- 7 października:
  - Jo Jones, amerykański perkusista jazzowy (zm. 1985)
  - Siergiej Mariachin, radziecki generał armii (zm. 1972)
  - Vaughn Monroe, amerykański piosenkarz, trębacz (zm. 1973)
  - Walenty Romanowicz, polski malarz, grafik, rzeźbiarz (zm. 1945)
- 8 października:
  - Mark Bernes, rosyjski aktor, piosenkarz pochodzenia żydowskiego (zm. 1969)
  - Mario Cagna, włoski duchowny katolicki, arcybiskup, nuncjusz apostolski (zm. 1986)
  - Michaił Fomiczow, radziecki generał-lejtnant wojsk pancernych (zm. 1987)
  - Erik Lindén, szwedzki zapaśnik (zm. 1992)
  - Elpidius Markötter, niemiecki franciszkanin (zm. 1942)
  - Heinz Thilo, niemiecki lekarz, zbrodniarz nazistowski (zm. 1945)
- 9 października – Joe Rosenthal, amerykański fotograf pochodzenia żydowskiego (zm. 2006)
- 10 października:
  - Vincenzo Demetz, włoski biegacz narciarski (zm. 1990)
  - Clare Hollingworth, brytyjska dziennikarka, pisarka (zm. 2017)
  - Traian Iordache, rumuński piłkarz (zm. 1999)
- 11 października:
  - Michał Borwicz, polski prozaik, poeta, publicysta pochodzenia żydowskiego (zm. 1987)
  - Juan Carlos Zabala, argentyński lekkoatleta, długodystansowiec i maratończyk (zm. 1983)
- 12 października:
  - Louis de Guiringaud, francuski polityk, dyplomata (zm. 1982)
  - Félix Lévitan, francuski dziennikarz sportowy (zm. 2007)
  - Maribel Vinson, amerykańska łyżwiarka figurowa (zm. 1961)
- 13 października:
  - Tadeusz Chyliński, polski konstruktor lotniczy (zm. 1978)
  - Migjeni, albański poeta (zm. 1938)
  - Anna Ptaszycka, polska architekt (zm. 1967)
  - Marzena Skotnicówna, polska taterniczka (zm. 1929)
- 14 października – Lê Đức Thọ, wietnamski generał, polityk, dyplomata (zm. 1990)
- 15 października:
  - Manuel da Fonseca, portugalski pisarz (zm. 1993)
  - Józef Mitkowski, polski historyk, mediewista (zm. 1980)
  - James H. Schmitz, amerykański pisarz (zm. 1981)
  - Gustav Wetterström, szwedzki piłkarz (zm. 1991)
- 16 października:
  - Józef Epstein, polski działacz komunistyczny, uczestnik francuskiego ruchu oporu pochodzenia żydowskiego (zm. 1944)
  - Molly O’Day, amerykańska aktorka (zm. 1998)
- 17 października – Michaił Drujan, rosyjski operator filmowy (zm. 2000)
- 18 października – Julijonas Steponavičius, litewski duchowny katolicki, arcybiskup wileński (zm. 1991)
- 19 października:
  - Dmitrij Gładki, radziecki polityk (zm. 1959)
  - Roman Mann, polski scenograf filmowy, architekt, malarz, rysownik, pedagog (zm. 1960)
- 20 października – Will Rogers Jr., amerykański polityk (zm. 1993)
- 21 października:
  - Paul-Émile André, belgijski kolarz torowy i szosowy (zm. 1996)
  - Adolf Forbert, polski fotograf, operator i reżyser filmowy pochodzenia żydowskiego (zm. 1992)
- 22 października – Kristina Brenk, słoweńska autorka literatury dziecięcej, tłumaczka (zm. 2009)
- 23 października – Bagrat Ioannisiani, ormiański inżynier, konstruktor sprzętu astronomicznego (zm. 1985)
- 24 października:
  - Paul Grégoire, kanadyjski duchowny katolicki, arcybiskup metropolita Montrealu, kardynał (zm. 1993)
  - Wiktor Trościanko, polski dziennikarz, pisarz (zm. 1983)
  - Nathaniel Wyeth, amerykański inżynier, wynalazca (zm. 1990)
- 26 października:
  - Mahalia Jackson, amerykańska piosenkarka (zm. 1972)
  - Maurice Perrin, francuski kolarz torowy i szosowy (zm. 1992)
  - Shiing-shen Chern, chiński matematyk (zm. 2004)
- 28 października – Márton Lőrincz, węgierski zapaśnik (zm. 1969)
- 29 października:
  - Feliks Bednarski, polski duchowny katolicki, dominikanin, teolog, filozof (zm. 2006)
  - Eugeniusz Żytomirski, polski pisarz (zm. 1975)
- 30 października:
  - Wanda Błeńska, polska lekarka, misjonarka, Służebnica Boża (zm. 2014)
  - Ruth Hussey, amerykańska aktorka (zm. 2005)
- 31 października:
  - Eugeniusz Iwańczyk-Wiślicz, polski wojskowy i polityk, poseł na Sejm Ustawodawczy, wojewoda kielecki (zm. 1995)
  - Włodzimierz Sedlak, polski ksiądz, profesor, twórca polskiej szkoły bioelektroniki i elektromagnetycznej teorii życia (zm. 1993)
  - Andrzej Teisseyre, polski inżynier, wykładowca akademicki (zm. 2000)
  - Zofia Woźna, polska malarka, rzeźbiarka pochodzenia żydowskiego (zm. 1984)
  - Kuźma Wysocki, radziecki żołnierz (zm. 1940)
- 1 listopada:
  - Samuel Warren Carey, australijski geolog, współodkrywca procesu spreadingu i współpomysłodawca modelu „ekspandującej Ziemi” (zm. 2002)
  - Henri Troyat, francuski pisarz pochodzenia rosyjskiego (zm. 2007)
  - Sidney Wood, amerykański tenisista (zm. 2009)
- 2 listopada – Odiseas Elitis, grecki poeta (zm. 1996)
- 3 listopada:
  - Elżbieta Rogala, polska superstulatka, najstarsza Polka (zm. 2022)
  - Alina Skirgiełło, polska botanik, mykolog, wykładowczyni akademicka (zm. 2007)
  - Kick Smit, holenderski piłkarz (zm. 1974)
  - Vladimir Ussachevsky, amerykański kompozytor pochodzenia rosyjskiego (zm. 1990)
  - Henryk Zwiren, polski dziennikarz, korespondent (zm. 1971)
- 4 listopada – Dmytro Klaczkiwski (ukr.: Дмитро Семенович Клячківський), ukraiński działacz nacjonalistyczny, pułkownik UPA, jeden z inicjatorów i główny kierujący rzezią wołyńską (zm. 1945)
- 5 listopada – Roy Rogers, amerykański piosenkarz, aktor (zm. 1998)
- 7 listopada:
  - Frankie DelRoy, amerykański kierowca wyścigowy, mechanik, konstruktor samochodów (zm. 1978)
  - Johannes Hassebroek, niemiecki funkcjonariusz nazistowski, zbrodniarz wojenny (zm. 1977)
  - Hans Pesser, austriacki piłkarz, trener (zm. 1986)
  - Ángeles Santos Torroella, hiszpańska malarka, graficzka (zm. 2013)
  - Władysław Zachariasiewicz, polski działacz społeczno-polityczny Polonii amerykańskiej, weteran II wojny światowej (zm. 2016)
- 8 listopada:
  - Alec Herd, szkocki piłkarz (zm. 1982)
  - Imre Rajczy, węgierski szablista (zm. 1978)
  - Arend Schoemaker, holenderski piłkarz (zm. 1982)
- 10 listopada:
  - Harry Andrews, brytyjski aktor (zm. 1989)
  - Karol Dejna, polski językoznawca, slawista, wykładowca akademicki (zm. 2004)
  - Anton Perwein, austriacki piłkarz ręczny (zm. 1981)
- 11 listopada:
  - Martha Genenger, niemiecka pływaczka (zm. 1995)
  - Patric Knowles, brytyjski aktor (zm. 1995)
  - José María Sánchez Silva, hiszpański scenarzysta, reżyser i operator filmowy (zm. 2002)
- 12 listopada – Eugeniusz Smarzyński, polski kapitan AK (zm. 1980)
- 13 listopada – Buck O’Neil, amerykański baseballista, trener, agent, działacz sportowy (zm. 2006)
- 14 listopada – Antoni Szuniewicz, polski organista, kompozytor, dyrygent, chórmistrz, pedagog (zm. 1987)
- 15 listopada – Maximino Romero de Lema, hiszpański duchowny katolicki, biskup Ávili, sekretarz Kongregacji ds. Duchowieństwa (zm. 1996)
- 16 listopada – Edward Kofler, polsko-szwajcarski matematyk (zm. 2007)
- 17 listopada:
  - Vilma Degischer, austriacka aktorka (zm. 1992)
  - Charles Walters, amerykański reżyser filmowy (zm. 1982)
- 18 listopada:
  - Rodolphe de Hemricourt de Grunne, belgijski pilot wojskowy, as myśliwski (zm. 1941)
  - Salcia Landmann, szwajcarska filozofka, pisarka, dziennikarka pochodzenia żydowskiego (zm. 2002)
- 19 listopada:
  - Franciszek Grucza, polski duchowny katolicki, działacz i pisarz kaszubski, tłumacz (zm. 1993)
  - Harry Haraldsen, norweski łyżwiarz szybki, kolarz torowy (zm. 1966)
  - Michaił Pomazniew, radziecki polityk (zm. 1987)
- 20 listopada:
  - David Seymour, amerykański fotoreporter pochodzenia żydowskiego (zm. 1956)
  - Jean Shiley, amerykańska lekkoatletka, skoczkini wzwyż (zm. 1998)
  - Paul Zielinski, niemiecki piłkarz pochodzenia polskiego (zm. 1966)
- 21 listopada:
  - Ercole Gallegati, włoski zapaśnik (zm. 1990)
  - Bo Ljungberg, szwedzki lekkoatleta, tyczkarz i trójskoczek (zm. 1984)
- 22 listopada:
  - Barbara Houwalt, polska malarka (zm. 2005)
  - Emil Kijewski, niemiecki kolarz szosowy (zm. 1989)
  - Giuseppe Olmo, włoski kolarz szosowy i torowy (zm. 1992)
- 24 listopada:
  - Choi Seung-hee, koreańska tancerka (zm. 1969)
  - Joe Medwick, amerykański baseballista (zm. 1975)
  - João B. Siqueira, brazylijski piłkarz (zm. 1963)
- 25 listopada:
  - Paul Murry, amerykański autor filmów animowanych i komiksów (zm. 1989)
  - Sten Suvio, fiński bokser (zm. 1988)
- 26 listopada:
  - Savino Guglielmetti, włoski gimnastyk (zm. 2006)
  - Robert Marchand, francuski kolarz (zm. 2021)
  - Samuel Reshevsky, amerykański szachista (zm. 1992)
- 27 listopada – Zygmunt Odrowąż-Zawadzki, polski generał brygady (zm. 2008)
- 28 listopada:
  - Albert Harris, polski pianista, kompozytor, autor tekstów, piosenkarz pochodzenia żydowskiego (zm. 1974)
  - Jerzy Stanisław Skarżyński, polski działacz państwowy i partyjny, poseł do KRN, prezydent Elbląga (zm. 2003)
  - Bolesław Smulikowski, polski zoolog (zm. 1939)
- 29 listopada:
  - Marian Nagnajewicz, polski filolog klasyczny, tłumacz (zm. 1987)
  - Ester Razi’el-Na’or, izraelska nauczycielka, polityk (zm. 2002)
- 30 listopada:
  - Andrzej Bukowski, polski filolog, polonista, historyk literatury, publicysta, wydawca (zm. 1997)
  - Shōichi Nishimura, japoński piłkarz (zm. 1998)
- 1 grudnia:
  - Walter Alston, amerykański baseballista (zm. 1984)
  - Franz Binder, austriacki piłkarz, trener (zm. 1989)
  - Czesław Browiński, polski działacz komunistyczny, prezydent Olsztyna (zm. 1972)
- 2 grudnia:
  - Tommy Price, brytyjski żużlowiec (zm. 1997)
  - Aleksander Wróblewski, polski entomolog (zm. 1985)
- 3 grudnia:
  - Dow Bar-Nir, izraelski polityk (zm. 2000)
  - Nino Rota, włoski kompozytor muzyki filmowej (zm. 1979)
- 4 grudnia – Andrzej Szalawski, polski aktor (zm. 1986)
- 5 grudnia:
  - Władimir Konowałow, radziecki kontradmirał, podwodniak (zm. 1967)
  - Alfred Manessier, francuski malarz, abstrakcjonista, projektant witraży i gobelinów (zm. 1993)
  - Carlos Marighella, brazylijski pisarz, marksista, rewolucjonista (zm. 1969)
  - Bertold Spuler, niemiecki historyk, orientalista (zm. 1990)
  - Władysław Szpilman, polski kompozytor, pianista, aranżer pochodzenia żydowskiego (zm. 2000)
- 6 grudnia:
  - Olle Bærtling, szwedzki malarz, grafik, rzeźbiarz (zm. 1981)
  - Aleksander Gabszewicz, polski podpułkownik pilot, as myśliwski (zm. 1983)
  - Aleksander Holas, polski architekt i konserwator zabytków (zm. 1993)
  - Nikołaj Gierasimow, radziecki pilot wojskowy, as myśliwski (zm. 1960)
  - Ejler Jakobsson, amerykański redaktor science fiction pochodzenia fińskiego (zm. 1984)
- 7 grudnia:
  - Ronnie Rooke, angielski piłkarz, trener (zm. 1985)
  - Birger Wasenius, fiński łyżwiarz szybki (zm. 1940)
- 8 grudnia:
  - Lee J. Cobb, amerykański aktor (zm. 1976)
  - Gracjan Fróg, polski kapitan piechoty, dowódca 3. Wileńskiej Brygady AK (zm. 1951)
- 9 grudnia:
  - Broderick Crawford, amerykański aktor (zm. 1986)
  - Stefan Żółkiewski, polski krytyk i historyk literatury, polityk (zm. 1991)
- 10 grudnia:
  - Leon Garbarski, polski aktor pochodzenia żydowskiego (zm. 1979)
  - Chet Huntley, amerykański spiker telewizyjny (zm. 1974)
  - Henryk Kozubski, polski malarz i działacz społeczny (zm. 2021)
  - Anatol Radzinowicz, polski scenograf filmowy (zm. 1994)
- 11 grudnia:
  - Heinrich Lehmann-Willenbrock, niemiecki komandor porucznik, dowódca okrętów podwodnych (zm. 1986)
  - Nadżib Mahfuz, egipski pisarz, laureat Nagrody Nobla (zm. 2006)
  - Qian Xuesen, chiński naukowiec w dziedzinach aeronautyki i astronautyki (zm. 2009)
  - Jan Zając, polski duchowny katolicki, jezuita, Sługa Boży (zm. 1945)
- 13 grudnia:
  - Trygve Haavelmo, norweski ekonomista i ekonometryk, laureat Nagrody Banku Szwecji im. Alfreda Nobla w dziedzinie ekonomii (zm. 1999)
  - Kenneth Patchen, amerykański poeta, prozaik, malarz, grafik (zm. 1972)
- 14 grudnia:
  - Nino Borsari, włoski kolarz szosowy i torowy (zm. 1996)
  - Jerzy Iwanow-Szajnowicz, polski agronom, harcerz, pływak, agent brytyjskich i polskich służb specjalnych, uczestnik greckiego ruchu oporu (zm. 1943)
  - Spike Jones, amerykański muzyk jazzowy (zm. 1965)
  - Hans von Ohain, niemiecki naukowiec (zm. 1998)
- 15 grudnia – Stan Kenton, amerykański muzyk jazzowy (zm. 1979)
- 16 grudnia:
  - Zygmunt Szelest, polski lekkoatleta, oszczepnik, trener (zm. 1990)
  - Eli’ezer Szostak, izraelski polityk (zm. 2001)
- 17 grudnia – Erwin Nowaczyk, polski pedagog, działacz społeczny, popularyzator muzyki (zm. 1996)
- 18 grudnia:
  - Jeorjos Aleksiadis, grecki prawnik, polityk (zm. 1999)
  - Jules Dassin, amerykański reżyser, scenarzysta i producent filmowy pochodzenia żydowskiego (zm. 2008)
  - Tom Lavery, południowoafrykański lekkoatleta, płotkarz i sprinter (zm. 1987)
  - Wiktor Wawrzyczek, polski chemik, wykładowca akademicki (zm. 1969)
  - Eleni Wlachu, grecka dziennikarka (zm. 1995)
- 19 grudnia:
  - Gusztáv Juhász, rumuński piłkarz, trener pochodzenia węgierskiego (zm. 2003)
  - Władysław Katuszewski, polski formierz, poseł na Sejm PRL (zm. 1975)
  - Nikołaj Onoprijenko, radziecki pułkownik (zm. 1979)
- 20 grudnia:
  - Syed Wajid Ali, pakistański działacz sportowy (zm. 2008)
  - Hortense Calisher, amerykańska pisarka (zm. 2009)
  - Helena Michalewicz, polska nauczycielka, polityk, poseł na Sejm PRL (zm. 1978)
- 21 grudnia – Paul Burkhard, szwajcarski kompozytor, pianista, dyrygent (zm. 1977)
- 22 grudnia – Grote Reber, amerykański astronom amator (zm. 2002)
- 23 grudnia:
  - Niels K. Jerne, brytyjski immunolog pochodzenia duńskiego, laureat Nagrody Nobla (zm. 1994)
  - Irena Prusicka, polska choreografka, nauczycielka tańca, autorka sztuk teatralnych, poetka (zm. 2001)
- 24 grudnia:
  - Leonid Fłorientjew, radziecki polityk (zm. 2003)
  - Stanisław Hanyż, oficer GL-AL i UB (zm. 1969)
  - David McCleave, brytyjski bokser (zm. 1988)
- 25 grudnia:
  - Eugenia Błajszczak, polska nauczycielka, polityk, poseł na Sejm PRL (zm. 1991)
  - Louise Bourgeois, amerykańska rzeźbiarka pochodzenia francuskiego (zm. 2010)
- 26 grudnia:
  - Renato Guttuso, włoski malarz (zm. 1987)
  - Steve Kordek, amerykański projektant flipperów (zm. 2012)
  - Engelbert Valentin Niedermeyer, niemiecki funkcjonariusz i zbrodniarz nazistowski (zm. 1946)
  - Ignacy Różycki, polski duchowny katolicki, teolog, wykładowca akademicki (zm. 1983)
  - Kikuko Tokugawa, księżna japońska (zm. 2004)
- 28 grudnia:
  - Jewgienij Fiodorow, radziecki generał major lotnictwa (zm. 1993)
  - Milan Stojanović, jugosłowiański piłkarz, bramkarz (zm. 1985)
- 29 grudnia:
  - Claire Dodd, amerykańska aktorka (zm. 1973)
  - Klaus Fuchs, niemiecki fizyk, radziecki szpieg (zm. 1988)
- 30 grudnia:
  - Walt Brown, amerykański kierowca wyścigowy (zm. 1951)
  - Jeanette Nolan, amerykańska aktorka radiowa, filmowa i telewizyjna (zm. 1998)
- data dzienna nieznana:
  - Albert Alberts, holenderski prozaik i publicysta (zm. 1995)
  - Fatima el-Sharif, ostatnia królowa Libii (zm. 2009)

## Zmarli
- 5 stycznia – Marcelina Darowska, polska zakonnica, współzałożycielka niepokalanek, błogosławiona katolicka (ur. 1827)
- 29 stycznia – Wacław Nałkowski, polski geograf i publicysta (ur. 1851)
- 1 marca – Jacobus Henricus van ’t Hoff, holenderski chemik, laureat pierwszej Nagrody Nobla (ur. 1852)
- 24 marca – Maria Serafina od Najświętszego Serca (Klotylda Micheli), włoska zakonnica, założycielka Instytutu Sióstr od Aniołów, błogosławiona katolicka (ur. 1849)
- 10 kwietnia – Mikalojus Konstantinas Čiurlionis, litewski kompozytor, malarz i grafik (ur. 1875)
- 16 kwietnia – Leopold Świerz, polski taternik i badacz Tatr (ur. 1835)
- 18 maja – Gustav Mahler, austriacki kompozytor i dyrygent (ur. 1860)
- 4 czerwca – Viktor Uhlig, austriacki paleontolog i geolog (ur. 1857)
- 17 czerwca – Hermann Rumpelt, niemiecki taternik, alpinista i fizyk (ur. 1883)
- 23 czerwca – Heinrich Hofmann, niemiecki malarz (ur. 1824)
- 26 czerwca:
  - Karl Jenne, niemiecki taternik (ur. 1879)
  - Ludwig Koziczinski, niemiecki taternik, budowniczy (ur. 1869)
- 5 lipca – George Johnstone Stoney, irlandzki fizyk (ur. 1826)
- 22 lipca – Józef Kościelski, poeta, dramaturg, wielkopolski działacz polityczny (ur. 1845)
- 25 lipca – Maria Salles, hiszpańska zakonnica, święta katolicka (ur. 1848)
- 8 września – Jan Puzyna, biskup krakowski, który jako ostatni w historii użył instrumentu prawnego zwanego ekskluzywą, by na konklawe w 1903 r. w imieniu cesarza Franciszka Józefa zawetować wybór Mariana Rampolli na papieża (ur. 1842)
- 12 września – Christian Gerhard Leopold, niemiecki ginekolog, twórca klasycznych chwytów do badania ciężarnych (ur. 1846)
- 18 września – Piotr Stołypin (ros. Пётр Аркадьевич Столыпин), rosyjski polityk, premier (ur. 1862)
- 22 września – Victor Cadet, francuski pływak (ur. 1878)
- 30 września – Franciszek Kostrzewski, polski malarz, ilustrator i rysownik (ur. 1826)
- 1 października – Wilhelm Dilthey, niemiecki filozof (ur. 1833)
- 23 października – Stanisław Stojałowski, polski duchowny katolicki, polityk i działacz ludowy w Galicji (ur. 1845)
- 29 października:
  - Wanda Podgórska, polska pisarka (ur. 1859)
  - Joseph Pulitzer, amerykański dziennikarz i wydawca, fundator nagrody swojego imienia (ur. 1847)
- 9 grudnia – Bernard Maria Silvestrelli, włoski pasjonista, błogosławiony katolicki (ur. 1831)
- 29 grudnia – Edmund Biernacki, polski lekarz, patolog i neurolog, filozof medycyny (ur. 1866)

## Zdarzenia astronomiczne
- 28 kwietnia – całkowite zaćmienie Słońca

## Nagrody Nobla
- z fizyki – Wilhelm Wien
- z chemii – Maria Skłodowska-Curie
- z medycyny – Allvar Gullstrand
- z literatury – Maurice Maeterlinck
- nagroda pokojowa – Tobias Asser, Alfred Fried

## Święta ruchome
- Tłusty czwartek: 23 lutego
- Ostatki: 28 lutego
- Popielec: 1 marca
- Niedziela Palmowa: 9 kwietnia
- Pamiątka śmierci Jezusa Chrystusa: 11 kwietnia
- Wielki Czwartek: 13 kwietnia
- Wielki Piątek: 14 kwietnia
- Wielka Sobota: 15 kwietnia
- Wielkanoc: 16 kwietnia
- Poniedziałek Wielkanocny: 17 kwietnia
- Wniebowstąpienie Pańskie: 25 maja
- Zesłanie Ducha Świętego: 4 czerwca
- Boże Ciało: 15 czerwca